# 実況パワフルプロ野球2013
『実況パワフルプロ野球2013』（じっきょうパワフルプロやきゅう2013 JIKKYOU PAWAFURU PUROYAKYU 2013）はコナミデジタルエンタテインメントより2013年10月24日に発売されたコンピュータゲームソフト。日本プロ野球を題材にした『実況パワフルプロ野球』シリーズの2013年版。略称は『パワプロ2013』。

## 概要
2000年以降夏発売だったナンバリングタイトルシリーズであるが、今作は10月発売となり決定版の発売もない。代わりにシーズン終了後に最新選手データを配信することで対応している。
対応プラットフォームは前作の2012年版と同様、PlayStation 3（PS3）とPlayStation Portable（PSP）、PlayStation Vita（PS Vita）版のトリプルプラットフォームである。
パッケージイラストは『実況パワフルプロ野球7』のパッケージイラストに似たフォームでパワプロ君がボールを投げているもの。
新要素として「監督試合」モードが登場。同じコナミの監督采配野球ゲーム『BASEBALL HEROES』のパワプロ版だが、一部要素が異なっている。試合中で発動する特殊能力の表示や打球レベルの設定の実装のほか、マイライフモードの昼夜2ターン制や年俸交渉など、過去作で登場し削除されたシステムの復活が多く見られる。
アイテム課金の要素を一部モードに取り入れている。
二刀流選手の大谷翔平は『プロ野球スピリッツ2013』と異なり1人で投手能力と野手能力の両方が反映されている。ただし試合中投手から野手に守備変更する際はDHあり設定の場合は変更できない。
バッティングシステムは『2012』と同様だが、より長打を狙いやすくなった。またごく一部のバッティングフォームでバットが半透明化するようになった。

## 「高校野球編 〜夢の大甲子園〜」
オリジナルの選手を作成・育成するシリーズ恒例のサクセスモード。ナンバリング作品では『2011』以来の高校野球編であり、初期状態では「私立パワフル学園」（とサクサクセス）のみ選択可能で、PS3・PS Vita版のみ配信で新たなシナリオを選択できる。
今までのシリーズのサクセス本編と異なり、新たなシステム「イベントデッキシステム」が導入され、選択した選手のデッキやその組み合わせ、選択した高校によって発生するイベントに変化が起きる。また、特定シナリオの固有人物を別のシナリオに登場させるなども可能。後発作品である『パワプロアプリ』および、『サクセススペシャル』でもこのシステムが使われ、イベント内容がほぼ同様、または簡略化されている。
デッキの組み合わせは基本の4人までと24時間拡張枠、助っ人枠の最大6人まで自由に選択できる（オンラインサービス終了以降は基本6枠のみとなっている）。イベントのカードN・R・SRの三種類のレアリティが存在し、同じキャラクターでもレアリティによってイベントの内容が変化したり、特定キャラクターとの組み合わせで発生するコンボイベントで新たな選択肢やイベントの展開が追加されたりする。
『パワプロ10超決定版』の「サクセスオールスターズ」同様、スター・システムを採用している。今までのパワプロシリーズ作品のサクセスキャラと姉妹シリーズ「パワプロクンポケットシリーズ」からのキャラクターをデッキ選択により登場させることができる。また、今作ではキャラクターの「世代」という概念を廃止し、過去作からの選手キャラ（高校野球編では未登場の選手含み）は、本来の世代・チーム設定と関係ない、シナリオ・デッキ選択によりチームメイトとして登場させることができ、過去の高校野球編の登場キャラクターがそれぞれ本作独自の所属先に割り振られることとなった（例えば今作の猪狩守があかつき大附ではなく、私立パワフル学園に所属している）。
女子の選手の評価アップは評価が低いと姓で呼ばれ、評価が高くなると下の名前で呼び合うようになる。
シナリオは2年の夏の地方大会後、主人公がキャプテンとなったところから開始される。今回は春の甲子園選抜には行けず、各高校何らかの事情により秋の地方大会で敗退するようになる。甲子園を優勝するとこれまでの作品では各高校の「校歌」が演奏されたが、今作では歌わない。その他メインメニュー選択ではこれまでのシリーズでパワプロ君の立ち絵があったのが今回はなくなり、さらにイベント中の立ち絵が2Dから3Dに変更されている。

### 私立パワフル学園
最初から選べるシナリオ（PSP版ではこのシナリオのみ選択可能）。
主人公はかつて一度だけ甲子園に出場した経験のある『私立パワフル学園』の野球部員。野球部キャプテンに選ばれた矢先に校長の資金運用が失敗し、多額の借金により学園の経営が傾いた中、スポンサー獲得のため甲子園優勝を目指す。
シナリオが進むごとに借金取りにより練習機材やグラウンドが差し押さえられたり、校舎の一部が取り壊されていく。また甲子園に出場できなかった場合はスカウトの評価が指名に達していてもゲームオーバーとなる（ただし難易度が「ルーキー」の場合、イベントデッキに「SR版猪狩守（アフロ猪狩）」をセットし、特定のイベントを進行させた場合のみ、出場できなくても学園が救済される）。
私立パワフル学園編以外のエピソードでパワフル学園編の固有イベキャラをセットすると、キャライベントでは借金の影響がある場面は無く、別のイベント内容に差し替えされるイベキャラもいる。

#### 登場人物
主人公
プレイヤーキャラ。小さな頃から野球が大好きで、野球一筋でやってきた。中学では全国大会には出ることなかったが、高校でも野球を続けてきた。2年夏に3年生が引退することによりキャプテンに任命された。太田により学校の取り壊しの問題を抱え込むが、チームメイトやマネージャーの紺野に支えられる。
矢部 明雄（やべ あきお）
『4』から登場しているシリーズ恒例の主人公の親友。今回は正式に登場するのはパワフル学園編のみで、後の高校編に登場する矢部部などのメガネキャラはパワプロクンポケットシリーズのメガネ一族には関与していない「他人のそら似」となっている。矢部自身はパワフル以外での高校でデッキにセットすると固有のメガネキャラとは別に矢部が登場するようになる。
ポジションは外野手。主人公の小学生時代からの友人で学園のことなら何でも知っている情報通。お調子者だが憎めない性格。姉の徳子に頭が上がらない。
R版ではトリタテ金融を調査してくれるが、パワフル学園以外の高校にデッキをセットすると、加圧トレーニングを推奨してくる。
「矢部」「矢部部」「矢部屋」「矢部田」「矢部吾」の五人をセットすると「矢部一族」というコンボイベントが発生することがある。
矢部かは明言されていないが、限定イベントでは「節分ゲドー君（赤）」に扮したことがあった。
猪狩 守（いかり まもる）
『4』から登場している第一世代の主人公のライバル。ポジションは投手であるが打撃も強い。今回は恒例のあかつき大付属ではなく主人公のチームメイトとして登場。パワフル学園編では定期的に主人公に一打席勝負を挑む。今回のオリジナルストレートは「ライジングキャノン」の使い手で、SR版をデッキに入れるとライジングショットかライジングキャノンの習得イベントが発生できる。
これまでの傲慢でキザな一面はあまり見られず、主人公をキャプテンとして認め、厳しめではあるが、友好的に接するなど態度が軟化している。
アフロ猪狩をデッキに入れると最初からアフロの状態となり、能力が大幅に強化される他、ライジングキャノンがソニックライジングに変化している。
神童とのコンボイベントでは入学時に憧れの選手として神童の名を挙げ、彼の投球を研究しているらしい。
佐久間 博（さくま ひろし）
器用さが売りの巧打好守のチームメイト。ポジションは遊撃手。少し天然の入ったムードメーカーで、手芸が得意。屋上で主人公にマフラーを渡すなど少々告白染みたことをすることがある。バッティングコントロールが非常に優秀で、打ったボールを左右真ん中のベースに当てる「的当て」が得意。
自己紹介イベントでは守備も得意であったが、アプリ版ではSR版の的当てがメインとなっている。
今作のサクサクセスでは「北海道日本ハムファイターズ」に所属している。
木崎 彰（きざき あきら）
ごつい容姿に似合わず理屈っぽいチームメイト。趣味は釣りと詰将棋。ポジションは捕手。
ぶっきらぼうで説教くさい所はあるが、親身に練習や黒服を追い払ってくれる。
アプリ版では大柄な体型となっている。
紺野 美崎（こんの みさき）
主人公の中学時代からの同級生でパワフル学園野球部のマネージャー。
普段は応援上手な心配性で、主人公曰く「黙っていれば美人なのに、おてんばな所が玉にキズ」だと語っている。
学園内を我が物でのし歩く黒服たちにも強気に掛かるほどだが、冷静なところもありモノローグで静かに語ることもある。
R版では弁当を作ってくれることもあるが、当初は塩と砂糖を間違え、更に偏ったせいで見栄えも味も悪かったが、食堂の女将の指導を受けて上達していった。
SR版をデッキに入れると、パワフル学園編限定キャライベントで学園の「取り壊し反対」の署名活動に励む。
常にジャージ姿だが、公式サイトのサクセス紹介にて制服姿を見られる。
の『実況パワフルプロ野球2016』以降の「パワフェス」ではマネージャー候補（2016では初期マネージャー、2018では隠しチーム「アナザーチャレンジャーズ」のマネージャー）として紺野が登場しており、「美崎メモ」と呼ばれる他のマネージャーキャラにはない専用のメモで試合後に取得ポイントを載せる。その時主人公から「美崎ちゃん、マメだね〜」と評され、照れていた。
彼女候補については下記参照。
勝森（かつもり）監督
パワフル学園野球部の監督。甲子園優勝経験者であるが気の弱い性格で、いざというときにはあてにならず、学園の廃校の危機に至っても自分のローンを気にするほどで、すぐ胃が痛くなる。
監督は他の高校にも同じ顔と名前で登場しており、服装の色や性格が各高校異なっている。首にホイッスルを下げているのは共通。
山川 達也（やまかわ たつや）
パワフル学園の校長先生。パワフル学園以外にも各高校の校長として一部イベントのみ登場する。
太田に持ちかけられたハイリスクな投資に学園資金をつぎ込んだがために学園が廃校の危機に瀕することとなる。
野球をする学生のために雑草だらけの河川敷球場を整備したり、学園OBから練習設備の強化をしてくれるが、甲子園の遠征費用や受けてくれるスポンサーをかなり気にする面も。
ジャスミン学園編は甲子園大会優勝後のみに登場し、転校前の校長から電話があったため、主人公を校長室へ呼び出した。
くろがね商業編は地下探索のイベントのみに登場し、校舎の建造物にまつわる話をし、学校の機密を漏らさないためにも口止め料代わりに多額のKマネーを主人公に与える。
芸農大附属編ではチームメイトの説得に奔走する主人公にチームの結束に通ずるヒントをくれる。
ラグナロク分校編ではかなり怒りっぽい性格となり、校名を上げようとしていた。
太田 新平（おおた しんぺい）
学園の経営が傾いてから出入りするようになった「トリタテ金融」の借金取り。常に部下の黒服を連れて、学園に嫌がらせをする。
それ以外の高校でのイベントでは主人公に因縁をつけ、練習を見に来るようになる。
デッキイベント中、太田自ら説明せずパワフル学園のみの矢部のキャライベントの調査により判明するが、学生時代は一部の黒服ザコたちと野球をやっていたことがあり、女性でプロを目指す早川あおいに辛く当たることもある。
妻子持ちで、主人公が練習中に怪我をしたときに傷の具合を見てくれるなどの一面もある。陰ながら返金目的もあるが学園を応援している。

### 激闘第一高校
PS3・PS Vita版でのみ配信されている追加シナリオで『2011』に対戦相手校として登場した高校。ユニフォームは2011とは異なっている。
主人公は実力主義を掲げる学問やスポーツのエリートを集めた激闘第一高校の野球部員。中学生時代に活躍したことからスカウトされ、激しい競争に勝ち残り、監督の指摘によりキャプテンの座を射止めたが、2年の秋に転校して入部した友沢亮の高い実力を知り、秋の選抜大会での主人公のエラーにより春の大会の出場が消えたことにより、監督、チームメイトから「エラーキャプテン」の烙印を押され、チームメイトだけでなく、他の生徒たちからも笑いものにされてしまう。親友の矢部部からも見放されたところから信頼を取り戻し、チームを甲子園優勝へと導く。
実力主義を押し出しているため、練習試合での活躍や専用コマンド「勝負」での一打席勝負などでチーム内の評価を上げることにより夏の大会へのレギュラーを目指すシナリオで、評価が下がりすぎて『役立たず』以下になった場合や、レギュラー試験でレギュラーに選ばれなかった場合は即ゲームオーバーとなる。
激闘第一高校編の制服は後に『アプリ版』や『サクセススペシャル』でも「あかつき大付属高校編」を除いた各高校エピソード共通の制服として採用されている。

#### 登場人物
主人公
プレイヤーキャラ。野球部での競争に勝ち残り監督の指名でキャプテンに選ばれるが、後日転校してきた監督の肝いりである友沢の存在に焦り秋の選抜大会に向けて練習を重ねるも、投手プレイでは球速を鍛えすぎて制球が乱れ四球が多くなり、野手プレイでは長打力を鍛えすぎて凡打と凡フライが多くなる結果となり、試合でも好成績を残せなかったあげく守備では油断から生まれたエラーでチームを逆転負けさせてしまったことから、監督・チームメイトからの信頼を失うという惨憺たる結果に終わる。
チームメイトからバカにされ、孤高などにもなることがありながらも基礎から鍛え直し、再びチームメイトや監督からの信頼を取り戻すべく奮闘する。
矢部部 和雄（やべべ かずお）
激闘第一高校での親友。主人公とは入学して以来の親友でポジションは外野手。見た目や趣味など矢部に酷似しているが顔は色黒で、ヒーローでは悪役を好んでいる。
主人公がチームメイトからの信頼を失うとあっさりと友沢にすり寄る他、エラーが原因で敗北したことにより主人公を「エラーキャプテン」と馬鹿にするなど矢部に比べると薄情な性格をしている。しかし、河川敷では馬鹿にしながらも練習は付き合ってくれる。
友沢 亮（ともざわ りょう）
『10』から登場している第二世代の主人公のライバル。ポジションは遊撃手で、走攻守三拍子揃ったスイッチヒッター。
過去にスライダーを得意とする投手であったが右肘の故障で遊撃手にコンバートしたため、野手ながら投手の能力も備えている。ただし、打席勝負は投手育成のみのため、友沢に投手適正のプレートは付かない。
過去作における孤高な性格は鳴りを潜め、温厚で家族思いの一面が強調されている。しかしストイックなところは変わらず、蛇島、鶴屋、銭形のコンボイベントでは主人公をしごいていた。
天才という言葉を嫌い、自分には才能がないと思っており、人一倍に練習をしているところを蛇島に睨まれ、主人公と共倒れさせられそうになる。
甲子園では壱琉高校にスカウトされたことがあったが、ひじの故障でスライダーが使えないのを理由に突き放されたことを明かした。
アプリ版では友沢の別衣装として「[激闘第一]友沢 亮」が配信されている。
鶴屋 勝（つるや まさる）
主人公の一年後輩。ポジションは投手。投手ながら俊足の持ち主。真面目すぎるところが長所であり欠点でもある。
激闘第一の固有投手は彼と大塔のみなので、エース級のピッチャーのイベントキャラをデッキにセットすると、試合では必然的に控えに回る。
続編の『2014』の大学野球編でもパワフル学園大学所属のエース投手になっている。
『実況パワフルプロ野球 ヒーローズ』では激闘第一高校のチームキャプテンをしている。対戦相手チーム選択時は緒川マネージャーから「真面目なのとそうでない選手のごちゃまぜチーム」と言われている。
蛇島 桐人（へびしま きりひと）
『13』より登場する主人公のチームメイト。ポジションは二塁手。平均的に能力が高く、中でも二塁の守備力は右に出る者がいない。
普段は温厚な性格を装っているが、本性は狡猾で嫉妬深い性格。主人公の悪い噂をばら撒き、チームメイトだけではなく校内でも悪い噂が広まる原因を作ったり、友沢と主人公の共倒れを企むなどの卑劣漢。最終的には自分がキャプテンになることを目的としていたが結局は失敗に終わり、甲子園では「ボクも本気にならないといけない気になった」と心を改めている。
常にニコニコしているが、オープニングカットインでは目を開いている。アプリ版では恍惚な表情と焦る場面、怒る時に目を開いている。「クックックック」が口癖。
激闘第一高校編のみ発生する専用キャライベントではこれまでの悪行が監督に知られてしまい、スタメンを外されベンチ入りになってしまうが、それまでに蛇島の連続キャライベント全てが成功パターンに入ると以降の専用イベント発生後、本性を主人公に向け、選択肢により再度蛇島をスタメン入りにさせることができる。
連続イベント失敗、または未発生で失敗に終わった場合は、蛇島は試合には登場せず、ベンチ入りとなる。
それ以外の高校編の蛇島のイベントは監督に悪行は知られないが、同じ二塁守備の後輩選手を酷使させていたことが主人公に知られることにより、それを期に本性を向ける。
『2016』の「パワフェス」および『ヒーローズ』では帝王実業高校の設定で年上となっている。
渋谷 秀喜（しぶや ひでき）
『パワポタ4』より登場する主人公のチームメイト。ポジションは外野手。通称「シブヒデ」。中学時代から『北の逆転王』の異名をとるパワーヒッター。
『2012』では「〜だべ」口調だが、今作は「〜だど」に変更されている。アプリ版でのイベントは時折「〜だべ」を使う箇所がある。
『実況パワフルプロ野球 ヒーローズ』では海東学院大学のチームキャプテンを務めており、こちらでは「〜だべ」口調ではなくなっているが、コンボイベントでのみ、「オラ」や「〜だっぺ」の口調になっている。
少豪月 剛（しょうごうげつ つよし）
主人公が3年生の4月に入ってくる二年後輩だが、デッキに入れると一年後輩になる。ポジションは三塁手。
体は小柄だがパワフルな打撃を持つものの細かいプレイは苦手。後輩ながら態度がでかい。
キャライベントではなぜか人懐っこくなり、主人公を「アニキ」と呼んで慕っている。
甲子園に向けた実力試験は称号が「スーパースター」以上だと、夏の大会レギュラー試験で投手の主人公の変化球に当てられず三振してしまい、憤慨していた。
実は『6』などに登場する大豪月の遠縁であり、駈杜高校編でのみ彼をセットしていると、甲子園決勝前日に、仏契大付属の彼に敵対心を燃やしていることが明かされる。
『ヒーローズ』では、激闘第一高校の登場時に、少豪月の案で仏契大学のキャプテン大豪月の登場時の肩車と騎馬に対抗し、チームキャプテンであるはずの鶴屋の肩に乗り、ポーズを決めている。
大塔 俊二（だいとう しゅんじ）
主人公が3年生の4月に入ってくる二年後輩だが、デッキに入れると一年後輩。ポジションは投手。
落差のある変化球を持つが、鶴屋以上にメンタル面が弱く、物に当たる場面がある。後輩ながら態度がでかい。
夏の大会レギュラー試験では称号が「スーパースター」以上だと野手の主人公がランナーの鶴屋と結束して、打ち取りに成功した。
勝森監督
激闘第一高校野球部の監督。パワフル学園編と打って変わって頼りがいがあるが、容赦も情けも無い性格で、一人称が「オレ」になり（「ワタシ」と言うこともある）。
不遜な態度をとる部員には「下がれっ！」や「ジャマだ！」と口調も荒々しく変化する。練習試合に負けるか引き分けになると猛特訓を行い部員をしごく。
一緒にいる時にランダムイベントでクラスメイトからプロ入りを目指していることを小馬鹿にされた時などに付く「サボりぐせ」や、主人公がチームメイトの煽りから更に孤立を深めた時に付く「孤高」のバッドステータスを取り除いてくれる。

### 駈杜（かけのもり）高校
PS3・PS Vita版でのみ配信されている追加シナリオ。
主人公は「テンテンの教え」という校則を教育の中心に据えた新しい高校・駈杜高校の野球部に所属する高校球児。主人公自身は校則には興味がないものの、スポーツ振興に熱心なところに惹かれ入学した。厳しい練習を潜り抜け、レギュラーの座を勝ち取って2年の夏の大会に挑むも、甲子園出場を逃し、引退した3年生に変わりキャプテンとなる。
テンテンの教えを疑った懲罰により野球部が対外試合を禁じられ、それに怒った主人公が凛子と有村と共にテンテンの謎を解き明かす特徴的なシナリオ。専用コマンド「調査」を行うとランダムで対外試合を禁じられたことへのテンテンへの怒りで「熱狂状態」となり、一定期間練習効率が上がり、怪我をしなくなる。
実力主義の激闘第一高校とは異なり運の要素が強いシナリオで、三年時の5月2週までにテンテンの秘密を解き明かせない場合や、選択肢を誤った場合は学内評価が一定以下の場合に発生する定期イベントによって、主人公・凛子・有村が洗脳されてしまう。

#### 登場人物
主人公
プレイヤーキャラ。もともとテンテンの教えにはあまり興味がなかったのだが、光来先生の授業でテンテンの教えを疑っていると取れる発言をしたことから睨まれてしまい、テンテンの教えにどっぷり染まった生徒たちから嫌がらせを受け始めたことやテンテンの教えを疑ったことに対する懲罰として対外試合や秋の地方予選への参加ができなくなったことから、凛子と有村と共にテンテンの秘密を解き明かそうと乗り出す。
洗脳され、失敗に終わりながらもドラフトで指名されると「すべて、テンテン様のおかげ」「ありがとうテンテン様」とたたえるようになる。
ある条件によりテンテンの教えに従順しながらも捜査することもある。
矢部屋 幸雄（やべや ゆきお）
駈杜高校での主人公の親友。主人公の小学生時代からの友人で、外見は矢部に似ているが上気したホッペがかわいいメガネくん。ポジションは外野手。
「バトルシップムサシ」というアニメや『2010』からおなじみのアイドル「浅田キャピ子」が大好きなど、やはり矢部によく似ている。
用心深い性格もあり『長いものにまかれろ』が信条でテンテンの教えには染まらず、かといって反テンテンの教えでもないどっちつかずの生徒。
牟良咲 凛子（むらさき りんこ）
駈杜高校での野球部のマネージャー。セーラー服とマスクがトレードマークの自称不良気質な娘なのだが、主人公に対してはツンデレな性格。
サボり癖とみんなと打ち解けようとしないのがたまにキズで、ジャージは着用せず制服姿のまま。好物は甘食。
幼いころから心底では純情で、少女漫画好き。漫画に沿ったような展開となると「心のバイブル」と呼んでいる。
主人公と有村と共にテンテンの秘密を解き明かそうと乗り出す。
くろがね商業編に登場する賀真口摩音とは中学時代タイマンを張り合った仲。
配信していたSRのポーズモーションでは相手を「キッ」と睨みつけており、『ヒーローズ』『2016』の「パワフェス」では烏丸剛充がこのポーズをしている。
彼女候補については下記参照。
早川 あおい（はやかわ あおい）
『7』から登場している第一世代のシリーズ恒例のチームメイトの女の子。ポジションは中継ぎ専門投手でアンダースロー。シンカー系のオリジナル変化球「マリンボール」を操る。
女扱いされると怒り出す負けず嫌いな性格。体型のことを常に気にしたり「G」を嫌う。
かなりテンテンの教えに浸かっているが、少し気にしていた。洗脳解放後は反省している。
水着・浴衣・野球マン1号などのコスチューム版が存在し、練習風景や試合中で反映されている。
アプリ版では巫女服も加わった。
神童 裕二郎（しんどう ゆうじろう）
『7』から登場している第一世代のシリーズの人物で、今回は主人公の先輩格ではなく同級生。ポジションはピッチャー。
能力的にも人格的にも優れた、駈杜高校のエース。しかし、何でもかんでも校則のおかげにする所があるなど、かなりテンテンの教えに浸かっている。
模範生となった経緯は、突き指で保健室で休んでいたところ紅茶を飲んでしまったかららしい。
駈杜高校以外で神童をセットすると、洗脳もされていない非の打ちどころのない優秀な選手となっている。
超特殊能力「本塁打厳禁」を所持していると公式サイトに表記されているが、実際は下位の特殊能力「逃げ球」となっている。
有村 佐治（ありむら さじ）
主人公のチームメイトの同級生。ポジションはキャッチャー。
優秀なキャッチャーなのだが能力的にはリードよりフィジカルが優れているタイプ。協調性はない。
オカルトは信じていないのだが、そういう噂ものが好き。他にも辛党であることがわかる。
過去にある事情で暴力沙汰を起こして野球の強豪校への推薦を取り消されたことがある。
あまりテンテンの教えが好きではないようで、主人公と凛子と共にテンテンの秘密を解き明かそうと乗り出す。
アプリ版の1回目人気投票は最下位となってしまい、コメントでは票差の単位を「アリムラ」と表現し、おかしな言動をとっていた。
天来 翔（てんらい しょう）
駈杜高校の理事長で、背中に目くらましの機械を背負った見るからに怪しい人物。セコイ悪事が大好き。表向きは彼がテンテンということになっている。
人の脳内にある夢の中に入り込むことができる不思議な特技がある。
かなり欲深く、野球仙人の術に引っかかってしまうや否や、弟子入りを祈願することも。
歌手を目指していたらしく、怒り狂った凛子の怒りを鎮めるほどの美声を持つ。
光来 聖子（こうらい せいこ）
駈杜高校の先生で天来理事長の参謀役。あまり色気はないが年齢不明の美人。怪しい雰囲気でなんとなく威圧感がある。紅茶を作るのがうまく、あらゆる声を聴くことができる不思議な特技を持つ。
彼女との一対一での話し合いの時に出された紅茶を飲んだり、居眠りをしたものは皆「模範的な生徒」になる模様。
主人公が彼女の授業でテンテンの教えを疑うような発言をしたところから物語が動き出す。
彼女をデッキに入れると調査が有利に進むほか、テンテン＝「彼」消失後にエピローグにて学校や自分の過去を主人公に話し、謝罪する。
勝森監督
駈杜高校野球部の監督。彼もテンテンの教えに浸かっており、時々テンテンの教えを広めるボランティアを部員に行わせたりする。
捜査に夢中になりすぎて監督評価が行き届きにくく、評価が低いと代打に指定されることがある。
テンテン様
正体不明の人物で、この人物の教えが駈杜高校の校則となっている。
雑誌の取材では表向きは天来理事長がテンテンということになっている。
作中は『彼』と呼ばれる。
駈杜高校の生徒たち
テンテンの教えに従う学生たち。常に教えに従わない者に目を付け追い回している。
クリスマス前から模範生になっていると学校の模範生たちからクリスマスや正月を祝ってもらえる。
反対に校内評価が低いとクリスマスと正月は模範生徒から嫌がらせをされる。
テンテンの教えに従う者がいれば「反テンテン」という生徒もおり、「反テンテン」略して「ハンテン」たちに練習機材を破壊され、練習器材レベルが下がるイベントがある。

### 聖ジャスミン学園
PS3・PS Vita版でのみ配信されている追加シナリオ。
主人公は最近まで女子校だった聖ジャスミン学園に転校して来た野球部員。転校前の学校の校長先生の話では、ここに超高校生級の選手がいるとの話だが、案内された野球部は全員女子でしかもメンバーは9人そろってすらいない。騙されたと怒る主人公だったが、太刀川のピッチングを見て気が変わり、主人公はこの野球部で甲子園を目指すべく、選手集めを開始するのだった。
他のシナリオと異なり、このシナリオでは女性以外の選手はデッキにセットできず（ダイジョーブ博士などの「チームに所属していない男性キャラ」のデッキはセットできるが、御手洗京介は男性マネージャーであるためセットできない）、また他の女性選手のデッキを全員分入れても選手の頭数は揃わないため、三年時の2月の終わりまでに専用コマンド『スカウト』で主人公を入れて投手3人と野手8人を揃えていない場合は即ゲームオーバーとなる。

#### 登場人物
主人公
プレイヤーキャラ。親の都合で聖ジャスミン学園に転校してきたのだが、超高校生級の選手がいる強豪校という転校前の高校での説明とは逆に、野球部員すら揃っていない状態であったことに騙され、憤慨するが、矢部田と猫塚の勧めでエースの太刀川のピッチングを見て甲子園を目指すべく、選手集めを開始する。
転校時に着用しているジャスミン学園のユニフォームは「普段着」と「練習着」に分けている。
甲子園で優勝すると判明するが、実は転校前の高校の校長の手違いで野球の強豪校ではなく、聖ジャスミン学園に転校することになったことが明かされるが、このチームで甲子園優勝も相成って「もう気にしていない」と語った。
矢部田 亜希子（やべた あきこ）
『パワポタ4』に登場した人物でポジションは外野手。通称は「ヤベッチ」。
女性であり、なまり口調が特徴で一人称が「オラ」、語尾に「〜だべ」を付けるなど矢部同様口調は特徴的。『パワポタ4』と比べるとなまりの強さは抑えめになっている。
分析能力に非常に優れている。ライバルチームの選手の癖・傾向をデータ化している。
アプリ版の矢部明雄とのそっくりさんイベントでは矢部のことを「矢部っち」と漢字表記で呼んでいる。
太刀川 広巳（たちかわ ひろみ）
聖ジャスミン学園硬式野球部の部員。ポジションはパワプロシリーズでは初の女性の先発投手。通称は「ヒロぴー」、小鷹からは「ヒロ」と呼ばれる。
球速は140kmと平均的ながら、球のノビと球質の重さで相手を打ち損じさせて打ち取るタイプの投手。三塁手のサブポジを有し、選手オーダーに三塁手として参戦が可能だが、三塁手としては珍しい「左投げ」となる（もともとは三塁守備は右投げで行っていたが、後に左投げに統一したとのこと）。
普段は引っ込み思案でおとなしい性格だが、マウンド上では元気のあまりテンションが高くなるぐらいハイになる。
小鷹とは中学時代からの親友でバッテリーを組んでいたが、過去にジャスミン学園入学当初に、ソフトボール部のみしか無く、止む無くソフトボールを始めるも、野球をしたい一心である日の練習試合時、バッテリーミスを理由に小鷹と対立しソフト部を出奔。その後野球部を設立するが、ソフト部と野球部の対立関係を大きくしていた。
「スカウト」イベントで小鷹を数回スカウトすると太刀川と小鷹は和解し、関係も落ち着いた物となる。
キャライベントのR版では守備練習時、選択肢で普段の笑顔の大切さを知り、守備をこなすようになる。その後アプリ版のR系列キャライベントによると、マウンド以外ではおとなしくなる理由は、内野手でのエラーの恐れが原因であったことが判明する。
SR版のイベント（ジャスミン学園編限定）や早川あおいとのコンボイベントで判明するが、自分の肩が高校で限界を感じており、プロは目指していない。
その他、SR版だと大空をスカウトに成功させると「番長じゃないか」と彼女に声をかけたり、専用エピローグが追加される。
イベントで肩が限界だったということが発生していないと、早川とのコンボイベントでしか自分の肩の限界のことは話さず、主人公が初耳で驚く姿が追加されている。
主人公のことは「キャプテン」と呼んでいたが、キャライベントでは一部を除いて普通に名前で呼ぶようになっている。
アプリ版のコンボイベントでは小鷹、美藤と共にソフトボールを一時期に経験したのは中学時代に変更された。こちらでは主人公が各高校のキャプテンになっていないので、内容が変更される。
『パワプロ2016』の「パワフェス」及び『ヒーローズ』では聖ジャスミン学園のチームキャプテンをしている。
小鷹 美麗（こだか みれい）
ソフトボール部部長の女子選手。ポジションは捕手。他にも二塁手や外野を守れる。太刀川からの愛称は「タカ」。
青のゴーグルを頭に付けている。普段はコンタクトだが、試合中は目にかけている。怒る時は「ブチッ」という音が鳴る。
チームメイトとして加わる時はソフトボール部は辞めている。
ジャスミン学園以外の高校ではソフトボール部に入っておらず、最初から野球部に所属している。コンボイベントでは体つきには自信があるらしい。
変わった不思議な踊りを披露することもある。が、それはリズム感と踊りが合っていないことであった。
アプリ版では上品まじりな口調が多くなり、ソフトボールを経験したのは中学時代での兼部となっている。「不思議な踊り」イベントでは『パワプロ2012』から使われた怪しい部屋のBGMから、新規のBGMに変更されており、踊りの掛け声も変更され、『2014』の大学野球編のキャライベントから逆輸入されたものになっている。
アプリ版ではジャスミン学園の制服を着たバレンタインコスチュームがある。
『2018』の「パワフェス」では聖ジャスミン学園の登場シーンにて物静かな太刀川を一瞬で活気づけている。
美藤 千尋（びとう ちひろ）
ソフトボール部に所属するソフトボール至上主義のメガネっ子。
ソフトボール部でのポジションも元々は外野手だったが、投手が中心となり、投強肩を買われて投手の頭数揃えのためのコンバートされたものである。
チームメイトに入るには一打席勝負をしないと入らない。野手プレイだと投手適正のプレートが付き、高いコントロール力とカーブを武器にしている。
あだ名は「ちーちゃん」だが呼ぶと「ちーちゃんと呼ぶな！」と怒る。評価アップの名前もちゃっかり「ちーちゃん」となっている。
アプリ版によると胸はペッタンコと紹介されている。本人いわく「スポーツに特化した、スーパーアスリートスタイル」らしい。
チームメイトとして加わる時はソフトボール部は離脱せず兼任している。見た目は知的に見えるのだが、かなりのおバカで簡単に口車に乗せられるなど、おだてに弱い。
『2018』の名将甲子園では、学校にソフトボール部があることすら知らず、野球部にやむなく入部したことを自己紹介イベントで明かし、監督の主人公もこれには呆れていた。
ジャスミン学園以外の高校では最初から野球部とソフト部を兼任している。そのため何かとソフトボール部であることを自慢げに誇りにしている。
男子である主人公のことは呼び捨てか「お前」、「貴様」と呼んでいるのに対し、小鷹のことは割れたメガネの代用を譲ってもらったのを機に「部長」と呼んでいる。
アプリ版ではジャスミン学園の制服を着たバレンタインコスチュームがある。解説によると「主人公の影響」で野球もするようになったらしい。専用イベントではやり取りを見たクラスメイトから「夫婦漫才」だと評されていた。
小山 雅（おやま みやび）
『2011』に登場した人物。メインポジションは遊撃手。堅実な守備とミートバッティングに優れている。通称は「ミヤビン」。
今作は家の都合で男のふりをしている僕っ娘。その見た目から、道を踏み外しかける部員が続出。
あるイベントでは「男の娘」と呼ぶ男子学生がいる。
矢部などの相棒のメガネたちは女の子と感づいている主人公を「イケナイ病」として注意を促している。
水着、サンタクロース、野球マン5号などのコスチューム版が存在し、練習風景や試合中で反映されている。
アプリ版での小山は紆余曲折あり、女子であることが学校中に知れ渡ったことにより、男のふりはせず、本来の女性選手として登場している。そのためキャライベントと猫塚とのコンボイベントの内容が変更され、限定衣装キャラ版の早川、橘、六道のコンボから外されている。
川星 ほむら（かわほし ほむら）
『パワポタ3』ではマネージャー、『2012』ではバッテングセンターの店長代理で登場している人物。
過去作品では帽子を後ろ向きでかぶっていたが、本作は正面でかぶっている（それ以降の作品では後ろ向きに戻っている）。
笑い方は「フッフフー」で「〜ッス」が口癖。メインのポジションは一塁手。通称は「ほむほむ」。
かなりの野球マニアで、主人公にうまく言いくるめられて入部する。野球マニアぶりは他の追随を許さず、話が長すぎることも。
矢部田によると、俊足でありながら「外野手に必要な落下点予測が下手であり、ライナーなどの強い打球にもひるまないため」という分析のもと、守備は一塁を守らせている。
SR化希望投票では3位に輝きSR版が追加され、エピローグイベントが発生するようになった。
SR版イベントでは高級野球観戦チケットを入手するため、バッティングセンターでアルバイトをするようになる。この時くろがね商業高校編だと「稼ぐのはKマネーじゃないのか？」と主人公が言及してくる。アプリ版の「くろがね商業編」では言及せず、そのままになっている。
第3回パワプロ総選挙ではダイジョーブ博士と同率の一位になった。
アプリ版ではジャスミン学園の制服を着たバレンタインコスチュームがある。
大空 美代子（おおぞら みよこ）
『2011』にマネージャーとして登場した人物。メインのポジションは三塁手。
見た目はお淑やかそうなのだが、家に古すぎないが代々伝わる拳法「野球拳」の使い手。
女性としては驚異的なパワーを持つが、巧打力は低い。肝心の野球に関しては失敗することが多い。
本人は「ミヨちゃん」と呼んでほしいそうだが、他の生徒たち（全高校問わず）からは裏で恐れられており「番長」と呼ばれている。黒服ザコも彼女のことを知っており、かなり恐れられていた。
怒ると威圧や本来のパワー、相手の抗議のやり方が凄まじく、規律の悪い店は対応が良くなり、アプリ版では新聞社を無期限休刊させるほど。
Rイベント（アプリ版ではSR系列）の複数イベントでは2回目の選択肢で別の選択を選ぶとコツは教えてもらうことができなくなるものの、その後の美代子に関わるコンボイベントではいずれも一言だけではあるが、主人公へ対する淑やかな口調を解き、キツイ言葉をかけることがある。
その後のイベントではジャスミン学園編でのみ、美藤と美代子が入学式後早々に決闘していたのを猫塚が見て「番長」の呼び名が付いたきっかけだったことを語った。
美藤との仲は決闘後、親睦を深めたのか、ほむらのSR版のランキングイベントに二人して普通に登場している。
『2011』は「かわいい」と呼ばれると嬉しがっていたが、スカウトイベントでは「かわいいね」と言ってもデッキに入れない限り、ナンパな相手は嫌いになっている。
特技は「ツボ拳法」で野球拳の継承者同士で姫野カレンと争ったことも。
アプリ版ではジャスミン学園の制服を着たバレンタインコスチュームがある。
猫塚 かりん（ねこづか かりん）
聖ジャスミン学園での硬式野球部のマネージャー。通称「ネコりん」。
美藤を「ちーちゃん」と呼んだ張本人で、太刀川を「ヒロぴー」、小山を「ミヤビン」と呼ぶなど、チームメイトのニックネームを名称付けたのは彼女。
「りん」、「りゅん」、「にゃー」、「じゃよ」、「にょろ」など語尾が安定しない不思議ちゃん。しかしマネージャーの仕事は意外とまとも。
本人曰くスタイルにはかなりの自信があるらしい。
恋愛関係には疎いらしく、クリスマスに大量のケーキを持って来たり、バレンタインに靴箱や机に大量のチョコレートを詰め込んだりする。
アプリ版では本人いわく「26の秘密」を持っているらしい。
彼女候補については下記参照。
勝森監督
聖ジャスミン学園硬式野球部監督兼、ソフトボール部監督。硬式と軟式の二つの野球部の監督を掛け持ちしているのだが、強豪であるソフトボール部に対して部員すらそろっていない硬式の方には強く熱が入っていない模様。
硬式野球部が活躍するとソフトボール部の練習機材を融通してくれる。
激闘第一高校同様一人称は「オレ」だがパワフル学園同様頼りない所もあり、主人公にやりこめられることもある。
ジャスミン学園の生徒たち
普段はモブであるザコ彼女の姿をしているが、スカウトを受け野球部に入部後は顔設定が成される。
タッグ練習は組めないが固有選手同様、特殊能力のコツを教えてくれることがある。
固有選手のキャライベントで現れるモブ選手の一人称が「オレ」ではなく「アタシ」になり、口調も「〜よ」、「〜だわ」など、一部のイベントを除いて女性口調に変わっている。
選手能力はばらつきが大きく、低確率かサクセス能力『目利き』を持っている場合、かなり優秀な能力を持った生徒をスカウトできる。

### 文武高校
PS3・PS Vita版でのみ配信されている追加シナリオ。
主人公は文武両道を謳い文句にした文武高校の野球部員。成績が悪いとベンチ入りできないというルールのせいで主人公はいつも応援席だったが、2年生の夏にキャプテン候補であった武秀英からキャプテンの地位に推薦されてしまう。主人公はくせ者ぞろいの選手たちをまとめて甲子園を目指すことになった。
このシナリオでは学力とカリスマが設定され、他のシナリオとは異なり学力の高さで試合時の待遇や研究室での成功率が変化する。カリスマも定期イベントの内容が変化し、あるチームメイトのイベントにも関わる。一部イベキャラのクイズや勉強会などにまつわるイベントでは学力が上がることがある。
専用コマンド『研究室』では練習機材や学力の強化ができるが、主人公の学力や悠羽の機嫌によっては失敗しやる気が下がってしまう。また二年時の2月4週では一度だけイベントデッキを再設定できる定期イベントが発生する。
三年時の5月2週までに学力が現代人以上でないと即ゲームオーバーになる。

#### 登場人物
主人公
プレイヤーキャラ。学業成績は悪く、試合ではいつも応援席だったが、本来のキャプテン候補筆頭である武の推薦で突然キャプテンになってしまう。
神高をはじめとする曲者ぞろいの部員をまとめ、苦手な勉強面では難問に挫けながらも守神の力を借り、奮闘する。
矢部吾 一雄（やべご かずお）
文武高校での主人公の親友。外見は矢部に似ているが、長髪で瓶底メガネをかけている。ポジションは外野手。突然キャプテンに選ばれ困惑する主人公を支える良き親友。
主人公よりも成績は上だが、実は「ヤマ張り」の天才で「ヤマ張りの矢部吾」と呼ばれていた。しかし策略を知られた学校によりヤマ張りができなくなってしまい、その後の学力テストではいい成績が取れず不合格となってしまう。成績の影響で野球もスタメンにも入れなくなったが、主人公のカリスマの高さ次第でチームメイトを説得させ、控え、スタメンに復帰できる。
守神 悠羽（もりかみ ゆう）
飛び級で高校に進学した12歳の天才児。学校に専用の研究室を持ち、主人公に学術的興味を抱いたことから野球部の支援をすることになる。
主人公の学力を鍛えるのに加え、実力練習をしてくれることがあり、主人公が投手なら矢部吾似の「メ・ガーネ∞（インフィニティ）」、野手なら神高似の「ヘ・ターレX」という野球ロボットを作り、一打席勝負ができる。一打席時に現れる相手の名前は「ロボットの名前」で登録されている。
彼女候補については下記参照。
神高 龍（かみたか りゅう）
『12』に登場する人物。母親は『8』に登場した神高燐。母による「ある計画」を補助できなかったために性格が歪んでしまった。
ポジションは投手で、コントロールと脅威の変化量を誇るスライダーが決め球。さらに打者としてもかなりの実力を持つ。
傲慢な性格で言動がいちいち悪者っぽい。ずる賢いが、成績が悪く、チームメイトから疎まれるが自分は気にしている様子が無い。
同じくおバカキャラである美藤とは、レベルの低いなぞなぞなどで言い争うコンボイベントが存在する。
中学時代に友沢や鈴本と対戦して負けた過去を持ち、コンボイベントでは再び鈴本に勝負を仕掛けるが、レアリティの順に問わず結局敗北してしまう。
武 秀英（ぶ しゅうえい）
凄まじい打撃力と強い精神力、優秀な学力を誇るチームメイト。メインポジションは一塁手。アプリ版での対戦校ではサブポジの捕手が多い。
本来はキャプテンになるはずだったにもかかわらず、主人公にキャプテンを推薦する。エピローグでその真意を教えてくれるが、カリスマの高さによっては理由が変化するようになる。
文武高校以外での自己紹介イベントは気楽な性格が強調され、主人公の器を見て自ら「参謀向けだから」とキャプテンの座を断ったことを語っている。
アプリ版のコラボエピソード『ダイヤのA』の「青道高校編」では自己紹介イベントが若干変更され、「（片岡監督に）キャプテンに指名されなかったことを気にていないのか」と主人公から尋ねられるが、上記の「参謀向け」であることに加え、「監督も分かってくれていた」と語っている。
中学時代は柔道も経験し、野球での守備は現在のサブポジとなる捕手をやっていた。その体格と大食ぶりから当時の周囲からは「デカベン」というあだ名が付いていた。
めったに驚かないが、予想外のことに驚くと目を大きく丸くする。
「プロスピ（アプリ版では「人気の野球ゲーム」と銘打っている）」が趣味で、学校の許可をもらい、部室（アプリ版のコラボ配信高校では寮）に持ち込んでいる。
『実況パワフルプロ野球 ヒーローズ』では消去法で文武高校のキャプテンになっており、ヒーローズ主人公の器を見て「頼りなさそうな、誰かが支えてあげないとだめそうな、そんな雰囲気を持つ者がキャプテン向きだ」と評し、何気に失礼な言い草だと主人公を腹立たせた。
コンボイベントでは、アプリ版の北雪高校に登場する美園が元柔道部であり、柔道の動きが野球に繋がることを互いに知り、理論に基づいていたことに「まさしく、キャッチャー向けだ」と評していた。
鎌刈 善二（かまかり ぜんじ）
常に防塵マスクを着用する二塁手で俊足巧打のチームメイト。一本足打法で右投げ両打ち。マスクを付けている理由は花粉症だからと言う。
新しい物や科学専門用語を好む傾向があり、理数系の科目は100点以外はとったことが無いらしい。ポジションは二塁手。
後の作品の選手パワターでは彼の防塵マスクが追加されている。アプリ版では古長ともに「一般常識に欠けている」、「いわゆる変人」と紹介されている。
『ヒーローズ』でのコンボイベントでは、グラブの不調を『2014』に登場する蝶野に相談するも、舞台である「パワフル諸島」を「『ムー大陸』のような異空間」だと常識ではありえない理詰めの言葉に真に受けていた。
古長 衛士（ふるなが えいじ）
おっさん臭さのある三塁手で、見かけに反して強打強肩のチームメイト。常に無表情だが、策略を思いついた時の笑顔は少々気味が悪い。
古い物や言葉を好む傾向があり、文系の科目は100点以外はとったことが無いらしい。ポジションは三塁手。
アプリ版では鎌刈ともに「一般常識に欠けている」、「いわゆる変人」と紹介されている。また、古長の別衣装でサングラスに口元にスカーフを巻いて顔を隠す「[帰ってきた]古長 衛士」が登場している。
スマホを好まず、『ヒーローズ』では打席時に「ガラケー男子」と載っている。実況からは一瞬「彼は先生…？」と勘違いされる。
こちらでのコンボイベントでは、『アプリ版』パワフル高校に登場する小田切が演じる古長自身のモノマネを評価した。憧れる「児島選手」の下の名が同じ「エイジ」となっており、更に守備位置も同じく、三遊間であることを知り、嬉しく思っていた。
勝森監督
文武高校野球部の監督。
今回は監督評価に影響がないので頼りない面は相変わらずだが、主人公のカリスマを引き出してくれる。

### 戦国工業高校
PS3・PS Vita版でのみ配信されている追加シナリオ。
主人公は戦国工業高校の野球部に所属する高校球児。戦国工業高校は、特に何の変哲もない普通の高校だった。ところが、主人公がキャプテンに選ばれた翌日、学校は一変してしまう。校舎が城のような形になり、何人かの生徒たちはよろい姿で登校していたのだった。異変の原因はわからないが、とにかく甲子園に行くためにはまず野球部を実質支配している信長たちを説得しないといけない。だが、そのうち他の運動部も攻め込んできて、まさに戦国時代の有様に。
このシナリオは野球部の戦力が設定され、専用コマンド「計略」で戦力を強化し、10月・1月・3月・6月の四週目に発生する他の運動部との合戦を行う。合戦に勝利すると練習機材が強化し、さらに運動部を支配する戦国武将との一打席勝負にも勝つとその武将を野球部へ加入できる。計略コマンドは戦力の強化や他の運動部の弱体化の他、デッキにセットした選手の得意練習を変更できるなど多岐に渡る。

#### 登場人物
主人公
プレイヤーキャラ。キャプテンになった翌日、学校の校舎が変わり果てたのを皮切りにチームメイトの姿が変わってしまったことに驚くが、信長になった剛に物怖じせず、戦場には果敢に挑み、お茶会ではバーベキューを開き、友情を育みながらも成長していく。
矢部ノ助（やべのすけ）
戦国工業高校での主人公の親友「矢部野（やべの）」が変身した姿。矢部ととてもよく似ているが、ポジションは三塁手。いつも足軽の格好をしている。着ている甲冑の色は『2011決定版』の「武田軍」の赤いカラーとなっている。
当初は「ござるでやんす」が口癖だったが、主人公の言葉を受け「〜でやんす」になった。現代の言葉や物にはひらがな文字になり、疎いが好んで使っており、珍しく使った外国の言葉はスカウトに出会うイベントの「レッツラン」であり、セリフ履歴に解説がなされている。
夢は大きく一軒家の主で、疎いながらもローン組み立てなどに感心を向け、立派な家に住むことを夢見ている。そのイベントの中で「ルームシェアしないか？」と誘う選択肢がある。
黒豆 あずき（くろまめ あずき）
戦国工業高校での野球部のマネージャー。子供の頃からバレエをやっていてすごく体が柔らかい。歴女で先祖に戦国大名がいるらしい。
気が強く、いきなり現れたゼンザイとも仲が良い。
彼女候補については下記参照。
ゼンザイ
主人公のチームメイトとして突如現れた「くのいち」。魔球「サクラフブキ」をはじめとする多彩な変化球を操る投手だが、スタミナが極めて低い。甘い物が大好き。
かなり気が利く性格で、ランダムイベントで矢部ノ助の打球が主人公に当たりそうになった時は事前にキャッチしてくれたり、クラスメイトからプロ入りを目指していることを小馬鹿にされた時はスカウトに直談判してくれる。
実は戦国工業の校舎や生徒たちに異変をもたらした張本人で、彼女の評価が高いとエピローグでその理由を教えてくれる。更に彼女に関わるあるイベントを起こしてクリアすると、素顔を主人公に明かしてくれる。
野手プレイでゼンザイをデッキにセットしていないと評価は上がりにくく、上記のエピローグを見るのが難しくなる。
織田 信長（おだ のぶなが）
主人公のチームメイトの「織田 剛（おだ つよし）」が変身した姿。自分のことを織田信長だと思い込んでいる。
ポジションは投手で剛速球と高レベルの変化球を決め球とする他、長打力にも優れている。
指導者としても優秀で、よく新しい物を好む。「で、あるか！」が口癖。相撲が得意。
ドラフトでは、曲者と勘違いされたスカウトに弓矢を発射してしまい、順位に入ることができなかった。
エピローグでは元の剛に戻ると、顔設定されていないザコプロ顔になる。
豊臣 秀吉（とよとみ ひでよし）
主人公のチームメイトの「木下 輝男（きのした てるお）」が変身した姿。自分のことを豊臣秀吉と思い込んでいる。俊足巧打で、ポジションは二塁手。
『2011決定版』では相手の名前をさん付けで呼んでいたが、今回は同級生なので「〜どの」と呼んでいる。同じく『2011』同様、あまり関するイベントは少ないが女性好き。
N版のイベントでは定期的にスパイクを温めてくれるが、時期が夏に近くなると今度はスパイクを冷やしてくれる。
ランダムイベントでは10日に渡るお茶会を開くが、大勢で賑わうこともあるが、誰も来ず閑散したりもする。
徳川 家康（とくがわ いえやす）
主人公のチームメイトの「徳田 翔平（とくだ しょうへい）」が変身した姿。自分のことを徳川家康だと思い込んでいる。我慢強い。ポジションは捕手。
真面目すぎて冗談が通じず、ランダムイベントにてトレーニングを強化と質素な食事を強要させるイベントでは、なだめようとさせると怒ってしまう。
武田 信玄（たけだ しんげん）
陸上部のキャプテン。ポジションは投手。武将になる前の名前は不明。合戦勝利後は部活を兼任している。
陸上では強靭な下半身を鍛えるため陸上部のグラウンドに誘われることがある。
ひそかに彼女がおり「信ちゃん」と呼ばれている。
上杉 謙信（うえすぎ けんしん）
サッカー部のキャプテン。ポジションは投手。武将になる前の名前は不明。合戦勝利後は部活を兼任している。
『2011決定版』では部下の直江兼続に日長自分の匂いをクンクン嗅がれていたのを実は嫌っていたのか、自己紹介イベントでは主人公が近づくと逃げ出してしまう。
R版イベントでは実は女性ではないかと匂わすイベントが多いが、ジャスミン編に参加不可能であることからもわかる通り、男性扱いとなっている。
伊達 政宗（だて まさむね）
テニス部のキャプテン。イタズラ好き。武将になる前の名前は不明。合戦勝利後は部活を兼任している。
ポジションは遊撃手で、隙の無い能力を誇る。投手としての能力も持ち、野手編だと選手プレートに投手適正が付き、ドロップカーブなどの変化球を使う。
勝森監督
戦国工業高校の監督。今回の練習強化は信長が行うのでまともな出番は少ないが、部員をまとめることができない主人公に天下布武と野球に通ずるヒントを教える。
甲子園優勝後は主人公からきっかけを教えてくれたことに感謝されたが、「自分がいなくても、お前ならまとめることができただろう」と謙遜した。

### くろがね商業高校
PS3・PS Vita版でのみ配信されている追加シナリオ。駈杜高校編では聖ジャスミン学園と対戦した高校として名前だけ登場。後にパワプロアプリやサクセススペシャルで再登場を果たした。
主人公はくろがね商業高校の野球部に所属する高校球児。くろがね商業高校は、金銭感覚をみがくため校内マネーの制度が導入されており、これらの校内マネーを増やすための「ゲーム」も用意されている。「Kマネー」と呼ばれる校内マネーを上手に利用することが豊かな学校生活を保障される。
このシナリオは「Kマネー」が導入されており、練習やイベント、専用コマンド『ゲーム』などでKマネーが得られる。ゲームコマンドは毎月一週目で強制的に選択し、ゲームでKマネーを増やす他、アイテムの購入・グラウンド基金で選手能力の強化や練習機材のレベルアップを行う。試合に出るにはKマネーが必要で、5月2週で行われるレギュラー入札に失敗するとベンチ入りになってしまう（監督評価が非常に高い場合、入札免除でレギュラーとなる）。
一部キャライベントでは実際の金銭とKマネーについて言及される場面があるが、アプリ版では家庭などのやむを得ない事情を持つ人物などは、校則を守ることができない者が多いことが明らかになった。
アプリ版やサクスペ版では固有キャラが増加、細かなシステムが異なるが、ほぼ同等な内容で配信されている。

#### 登場人物
主人公
プレイヤーキャラ。キャプテンに任命され、Kマネーもがっぽり手に入りやすくなるため、校風に馴染んでしまったのか当初は金に眩んでしまったこともあったが、金の切れ目で裂かれるチームメイトの絆を結ぶため奮闘する。ゲームには積極的にはならず、月に1回しかしない。
矢部兼 安雄（やべかね やすお）
くろがね商業高校での主人公の親友兼金に絡むと悪友的存在な人物。外見は矢部に似ているが、メインポジションは捕手。
ランダムイベントの地下探索でパワーアップする場合がある。
いつも一獲千金を夢見ていて、稼いだKマネーをゲームにつぎ込んではなくしてしまい、昼食は10Kマネーで買える「かけそば」を食す日々を送る。
デッキイベントでは主に株や先物取引で生計を立てている。
アプリ版では矢部兼は登場せず、従来通り矢部が相棒になっている。
賀真口 摩音（がまぐち まね）
くろがね商業高校での野球部のマネージャー兼購買部の看板娘。通称「マネちゃん」。関西弁に近いが播州弁を話す。駈杜高校に登場した凜子とはタイマンを張りあった仲で、中学時代は「二丁ナタのマネ」や「千三つのマネ」と呼ばれていた。
巧みな話術の前に、校内マネーを巻き上げられる犠牲者が多数いる。敵に回すと恐ろしいが、味方だと頼もしい。
グラウンドの基金を贈ると次の週にはグラウンドが変わり、練習レベルがランダムで強化される。
彼女候補については下記参照。
アプリ版でもくろがねの固有キャラで登場している。
パピヨン
『8』から登場する、秘密兵器として突如野球部にやってきた謎の人物。ポジションは投手。野手能力を含めトップクラスの実力を持つ。選手オーダーに内野手として参戦が可能。
その覆面マスク外見の果てしない怪しさに、戦国工業編や芸農大附属編で決勝前に対峙した主人公に「変態だー！」と罵られたり、くろがね高校の新聞部やパパラッチに指名手配されているにもかかわらず、野球に対する姿勢は真摯。
Kマネーは質素に使い、ブラックジャックのイベントではディーラーのアルバイトで生計を立て、機材強化イベントでは自身のKマネーで強化してくれる。
R版では「斉藤さん」と呼ばれるパピヨンの知り合いに再会する。SR版では評価がかなり高い状態にし、正体を調べるイベントにて「優勝したら教えてくれ」と選択肢が増える。
ドラフトでは本名で呼ばれることなく「パピヨン」で登録されている。
アプリ版でもくろがねの固有キャラで登場している。
銭形 乱蔵（ぜにがた らんぞう）
くろがね商業高校の色黒のエース。驚異的なスタミナを誇るがそれ以外の能力は平均的で、負け運持ち。パピヨンが現れてからは先発は明け渡している。
アプリ版は敵対校のくろがね商業では先発になり、パピヨンがリリーフになっている。
得意練習は投手にしては珍しく、守備練習が大好きな努力至上主義者だが、行きすぎの練習でケガをすることも多い。
暮らしは質素でスーパーの特売日には目が無い。
気の強い性格をしているようだが、本当は虚勢であり、Rイベントでは黒服ザコにからまれると、なす術なく殴り倒され心身鍛えあがっていなかったことが判明する。選択肢次第で主人公に弱さを指摘され、これを機に自分のもろさを克服できるようになる。
アプリ版でもくろがねの固有キャラで登場しているが、メインタイトルではアプリ版のみ登場する祝井（いわい）に差し替わっている。
また、打たれ弱いことを知るイベントでは展開が変更され、黒服たちから「殴られる前」に乱蔵が突然気絶してしまい、選択肢で自分で自身の弱さに気づき、克服するようになっている。
宝塚 月斗（たからづか げっと）
スキンヘッドの内野手。演劇部と音楽部とかけもち。天才肌で、センスがよく大抵のことは努力なしにやってのける。その特徴が選手能力にも現れている。
能力は非常にバランスが取れており、一塁・捕手以外の全ポジションを守れる器用さも持つ。
普段はあまり野球の練習をしないため、情熱的な乱蔵とはしょっちゅうケンカをしている。詩人的な言い回しのセリフが多い。
本人いわく「顔はスッピン」らしいが、どう見てもメイクをしている。
坊主頭なのは野球部だからではなく、演劇部で着用する「カツラ」をかぶりやすくするため。
ビンゴゲームのイベントでは、体育館を移設させ、ホログラフの海の背景に変えてしまう。
アプリ版でもくろがねの固有キャラで登場している。
大鐘 餅太郎（おおがね もちたろう）
七三分けのおっさんくさい高校生。ポジションは外野手。見た目に反して、捕手、内野の守備位置や打撃をなんでもそこそここなす。
アプリ版の対戦相手校では選手能力次第で内野や捕手に回っていることがある。
実家は大金持ちの政治家で、三男坊。常に悩みがないのが悩み。本人はそれを気にしている。
ゲーム好きで、「オッサンゲーマー餅太郎」という異名を持つ。
ブラックジャックのイベントではグラウンドを一夜限りの遊園地背景に変えてしまう。
アプリ版でもくろがねの固有キャラで登場している。
SR版イベントでは1回目、器材の処分をどうするかの選択肢で「高く売ろう」を選ぶと、その後のイベントが継続しなくなるが、くろがね商業高校編のみ300Kマネーが手に入る。ただし「アプリ版の『くろがね商業高校編』」ではこの選択を選んでもKマネーが手に入らなくなっている。
『実況パワフルプロ野球2016』（『2018』）のサクセス・パワフェスモードと『実況パワフルプロ野球 ヒーローズ』のヒーローズモードではくろがねのチームキャプテンになっており、試合前に球場の中へ高級外車（『2018』ではプレミア座席）で現れ、品の違いを見せるものの、主人公チームはハングリー精神の闘志を燃やした。勝利後の仲間入るセリフは様々な守備をこなす「ユーティリティ選手」であることを誇っている。
勝森監督
くろがね商業高校の監督。お金の大切さを何より知っており、監督と一緒に練習すればKマネーをくれることがあるが、「新入生が大量のKマネーを使ってスタメンの座を奪おうとしている」とデマを流し、夏の甲子園のスタメンオークションの競合争いを銭形の計画をも利用して事を大きくさせるなど、抜け目ない所も見せた。
この展開はアプリ版でも、監督は別人だが使われている。
主人公の「積極性」を見出しキャプテンに任命したが、その真意は「周りへの気配りによって絆を深めてくれるだろう」という理由だった。

### ワールド高校
PS3・PS Vita版でのみ配信されている追加シナリオで『パワプロ9』に対戦相手として登場した高校。
主人公はワールド高校の野球部に所属する高校球児。ワールド高校は世界中に姉妹校を持つ学校であり、主人公が在学する日本校は幾度となく甲子園に出場した強豪校でもある。生徒は日本人と外国人が半々ぐらいで、世界中の青年たちとの交流を進めているため、無料で短期留学ができるのが魅力である。
このシナリオは専用コマンド「海外キャンプ」で3回のみ、選択した国で1か月間（4ターン）練習を行う。各国ごとにマイライフモードの人物がスタッフとして登場し、練習のサポートをしてくれることがある。デッキ選手とのコツイベントは他シナリオと異なり、「腕試し」で指定した選手能力を競う。勝つと選択した能力が上がり、特定回数勝利すると特殊能力を取得し、従来のコツイベントに変化する。

#### 登場人物
主人公
プレイヤーキャラ。今回は世界を目指しており、甲子園を優勝し日本でのプロ入りを第一歩としている。
監督のいい加減な指示でキャプテンとなったが、日本だけの風習などを活かし、効率よくチームメイトの個々のプレイよりも「チームワーク」を結ぶようになる。
ヤーベン・ディヤンス
ワールド高校での主人公の親友。アメリカ出身のメガネで『10』やパワメジャシリーズから登場する人物。口癖は「〜でヤンス」。メインポジションは二塁手。
アメコミなど無類の漫画好き。先祖が黒船の一員であったらしい。
矢部とのそっくりさんイベントは、『2011決定版』の戦国時代編に登場する矢部ノ助含め、今作も存在しないが、その代わりに芸農大附属高校のヤベールとのコンボイベントは存在する。
エミリ＝池田＝クリスティン（エミリ＝いけだ＝クリスティン）
ワールド高校での野球部のマネージャー。『10』と『2012』から引き続き登場する人物。愛称はエミー。
日本語は語尾が「〜ネ」、「〜ヨ」など少しイントネーションがおかしいが、その笑顔にはみんなが癒される。
マキシマムのことは前回は「お兄ちゃン」と呼んでいたが、今回は「マッキー」または「お兄ちゃん」となっている。
特技はマッサージでジャスミン学園編、アプリ版では北雪高校編でのプレイでも女子にも人気。
彼女候補については下記参照。
アルヴィン＝ロックハート
『パワメジャ2』と『2012』から引き続き登場する人物。ポジションは投手でオリジナル変化球「ミラージュナックル」の使い手。
米国出身だが日本語を流暢に話せる優等生。
野球に関してはかなり前向きで、相手に闘志を起こそうと挑発を仕掛けることがある。
ナックルの強さの秘密は彼の指先の爪にあり、マニキュアを塗って爪割れ防止にコーティングをしている。
SRイベントでは一定確率でオリジナル変化球「ミラージュナックル」を覚えられる。
アプリ版では日本の熟語には疎いようで、瞬鋭高校編の呼び戻すイベントでは「百人力（ひゃくにんりき）」を「ヒャクリンニキ」と言っている。
マキシマム＝池田＝クリスティン（マキシマム＝いけだ＝クリスティン）
『2012』から引き続き登場する人物。エミーの兄で愛称は「マッキー」。豪快な打撃力を誇る一塁手。
前作ではある理由で日本を蔑視していたが、今回は寿司が大好きな親日派となっている。寿司以外の日本食の好物はうどん。
イベントでは外国人風で強面な風貌なせいで、子供たちから怖がられていることを気にしている。
妹のエミーに過保護な面を持ち、ワールド高校、またはエミーと一緒にマキシマムをデッキにセットすると、エミーの彼女イベントで彼が乱入する形で登場する。
ワールド高校で、ある人物のキャライベントでは「半殺しで許してやル」とジョークにつかない言葉で脅してくることも。
『パワプロ2016』の「パワフェス」、『ヒーローズ』ではワールド高校のチームキャプテンを務めている。
カレタカ
無骨で無口な三塁手。ネイティブなアメリカンで特技は占い。
少し話しづらい雰囲気があるが付き合ってみると結構好人物。
試合は帽子に隠れてしまうが、額の印はバッターボックスの形になっている。
ギャネンドラ＝バッタライ
インドからやって来た陽気な遊撃手。守備位置で珍しい左投げで俊足巧打だが、守備の安定性に欠ける。内野手の左投げはサブポジで三塁手を持つ太刀川がいる。
いつも面白くない冗談を言っては自分だけが受けている。
そのあんまりなジョークに、主人公の不眠症になるランダムイベントでは彼の名前が挙がっていた。
ナヌーク＝アキアック
シロクマの被り物をしているのんびりとした捕手。燻製肉が好物。
日本の物に感心を持つなど見た目に反して頭はいい。
アプリ版では大柄の体型になっており、頭の被り物についてはコンボイベントにて、ナヌークの父がシロクマと戦って得た革製の物であったことが明かされた。
勝森監督
ワールド高校の監督。常にめんどくさがり屋で、過去に行ったパーティの幹事をしただけで主人公をキャプテンに任命するなどのいい加減さを見せる。
本人は個性だらけのチームをまとめることができず、いつしかこのような性格になったと語った。その後は甲子園に向けた幹事をすることに勤しむことが多くなった。

### 芸農大附属高校
PS3・PS Vita版でのみ配信されている追加シナリオ。
主人公は芸農大学附属高校の野球部に所属する高校球児。芸農大附属高校は農業と芸能の融合を進める一風変わった学校である。芸能人と農業従事者を多数輩出するこの学校で、主人公の甲子園に向けたチャレンジが始まる。本校の校舎から離れた芸能舎と農業舎があり、メインコマンドでは青い屋根の農業舎のみが写っている。
このシナリオでは、専用コマンド「芸農活動」やランダムイベントなどで「タレント」・「農業スキル」のレベルを上げていく。この二つのレベルは練習・イベント・試合での全ての獲得経験点に大きく影響を与え、レベルが高いほど練習やエピローグで大量の経験点を稼げるほか、二つのどちらかのレベルが丁度100の数値になると超特殊能力が取得できる。しかし、レベルが100を超えて翌週のターンになると強制的にゲームオーバーになる。

#### 登場人物
主人公
プレイヤーキャラ。監督の指摘により、キャプテンに任命される。
チームをまとめるのに苦労していたが、校長の芸農大附属の校訓の言葉により、突出し秀でたチームの個性を生かすことに成功する。
意外な才能に恵まれており、タレントスキルが100以上だと、タレント事務所のスカウトに目を付けられ、紀乃が勝手に契約書をサインされたことで芸能界デビュー入りをしたり、農業スキルが100以上だと、偶然生み出した肥料により武野の勧めで農業の道に足を運んでしまったり、さらにタレント・農業スキルのレベルが同時に100を超えると、セットしたデッキキャラ4名（24時間限定追加枠の5番目と助っ人枠の6番目のキャラクターを除く）と共に全く新しい「農業アイドル系」としてデビューしたりするが、いずれも野球人生の終わり（ゲームオーバー）を意味する。
ヤベール・デヤスン
芸農大附属高校での主人公の親友。矢部たちと異なり、口癖は「デヤスン」と変わっている。メインポジションは遊撃手。かけもちの部活はコンピューター部に所属している。
何かとフランスと日本を比較したがるが、そもそもフランスのことをロクに知らない上、実は日本人である。フランスかぶれをアピールしているのか、フランスの国旗柄のスカーフを首に着用している。
バレンタインイベントのメガネキャラが提供する「バレたくナインチョコ」では、駈杜高校が作成している「謎の白い粉」入りチョコを主人公に食べさせてしまう。
ランダムイベントでマロンから野球のアドバイスを受けると能力が上昇し、打撃フォームが片手で記号を描き、グルグルッとバットを振り回した後、下段の構えフォームになるという独特な物に変化して超特殊能力まで得る。
Rデッキでは一度だけ「でヤンス」と言ったことがある。
マロン / 白峰 浪漫（しらみね ろまん）
芸農大附属高校での野球部のマネージャー。愛称はマロン。
本名についてはセリフ履歴の解説の説明に載る以外は一度も名乗らず、芸農大付属編以外の主人公自身も本名を知らずにいた。
好き嫌いをはっきり言う子で、裏表なく話しやすい。
芸能と農業を両立する掛け持ちの美術部所属の優等生。多少ずれているところがあるものの、それが幸を成すことがある。
彼女候補については下記参照。
武野 浩太（たけの こうた）
俊足巧打のアベレージヒッター。真面目すぎて鶴屋や家康と同様、冗談が苦手。兼任している部活は馬術部。ポジションは三塁手。
プロよりも農業を志望し、若者ながら日本の農業の行く末を心配している。
紀乃とのコンボイベントは『2013』、『アプリ版』、『サクスペ』とそれぞれ別々の名称となっている。
アプリ版の人気投票では下位になり、地味キャラを自覚していた。
紀乃 光一（きの こういち）
四方向の変化球を操る投手。いたずら好きで、何とかして人を笑わせようとすることがある。
あだ名は「キノコ」で評価アップの名前も「キノコ」となっている。ただし、アプリ版ではあだ名はそのまま「キノコ」と呼ばれるが、評価アップの名前は「紀乃」に代わっている。兼任している部活は演劇部。
口癖は「〜なの！」「〜の！」と言うことが多い。独特な頭は帽子ではなく、髪を染めている。
プロよりも芸能志望で芸能界のスターを目指している。ただし芸能界デビューできるなら「バーター」でも構わないと豪語するプライドの無い軽薄さも特徴。
城井 伯斎（しろい はくさい）
自称ハンサムでキザな外野手。
物事に執着しない性格で、それなりの才能はあるものの、野球でも芸能でもあまりぱっとせず、静かにバイオリンを弾くのが趣味。兼任している部活は軽音楽部。
ナルシスト気質なところがあり、服装の乱れに関してはすこしうるさい。
ランダムイベントの「広報取材」では彼を選ぶと実はあがり症で取材インタビューにはうまく答えることができずにいた。
『実況パワフルプロ野球 ヒーローズ』では同じ高校のブロンコの誘いを受けたのかは不明だが、社会人野球の「ミゾットスポーツ」に所属している。実況によると会社勤めと芸能人の2足のわらじ生活であるらしい。
ブロンコ・リー
『12』から登場する人物。ポジションは二塁手。守備力以外の能力が低い。兼任している部活はアイスホッケー部。
片言で変な口調で喋るが日本人でエミリとマキシマムと違い、語尾は「ネ〜」「ヨ〜」と最後を伸ばしている。
おかしな発明や改造をし、主人公に迷惑をかけることがある。デリカシーが無く、少々口が悪い。
畑の守り神的なカカシの「ジョニー」のことに詳しく、傾き加減により畑に災厄が起こってしまう。
涼風 希望（すずかぜ ほーぷ）
『パワポタ4』から登場する人物。ポジションは投手で控えでこそあるが、変化量・キレともに優れたオリジナル変化球「ロゼルージュ」の使い手であり、能力的にも他校のエース級に見劣りしない。
兼任している部活は料理研究部。
ハンサムで実家は大金持ち、誰にでも優しく物腰が柔らかい人気者だが、歌が苦手。
R版、アプリではSR系列でロゼルージュの習得イベントが発生できる。
『アプリ版』、『ヒーローズ』、『2016』の「2017年度データ」では、ロゼルージュ投球時に紅の変化球エフェクトが追加されている。
『2016』の「パワフェス」および『ヒーローズ』では白薔薇かしまし学園のチームキャプテンとなっている。
ピッチャーマウンドで悠々とティータイムをしながら、ボールをキャッチする姿に「信じられません！」と実況から驚かれている。
勝森監督
芸農大附属高校での野球部監督。何となくな理由でまじめに野球に取り組む主人公をキャプテンにした。罰当番に厳しく主人公に容赦なく適任させる。
定期的にライブや大豊作での収入を得ており、「ガントラ」という犬の形をした軽トラックから収入で得た練習機材の強化をしてくれる。

### ラグナロク分校
PS3・PS Vita版でのみ配信されている追加シナリオ。
主人公は両親の仕事の都合でラグナロク分校に転校して来た野球部員。小さな学校であるが、野球部には超高校級の選手が集まっていた。しかし主人公が野球部に馴染んでいくにつれ、奇妙な出来事が連発する。
このシナリオは専用コマンド「イベントキャラ」で精神経験点を消費して、デッキにセットしたキャラクターのランダムイベントを発生させていく。さらに精神経験点が一定以上のとき、ランダムイベントにてイベントキャラから「最終奥義（アルティメット・アーツ）」を伝授され、練習レベルや能力の強化が得られるが、キャラクターによっては膨大な精神経験点が必要になる。また、文武高校編と同様にイベントデッキの再設定ができる定期イベントが複数発生する。他にもキャラクターの出会いイベントそのものが省略され、開始時からチームメイトと彼女の評価が最大値になっているなど、これまでのシナリオと比べ仕様が異なっている。

#### 登場人物
主人公
プレイヤーキャラ。転入早々、監督からキャプテンに任命される。火野や鋼たちの実力に圧倒されながらもキャプテンとして、仲間や町の住人たちと交流しながら奮闘する。
ドラフト入りが失敗に終わってしまうと運命の交差点（移動）が発生し、謎の異空間に永遠に囚われてしまい、野球人生の終わりどころか一生の生涯を終えてしまう。
矢部門 竜雄（やべもん たつお）
ラグナロク分校での主人公の親友。これまでのメガネたちより能力が一回り高いが、エラー回避が致命的に低い上、チームプレイも苦手。
メインポジションは一塁手で、他に二塁と外野を守る。
尊大な態度を取り、すぐに妄想に耽っては暴走することがある。
「移動」の力でラグナロク分校にやってきた別世界の人間で、強くなるためには「移動」することも構わず、終盤の定期イベントでは一般部員たちを「移動」させ、弱い部員の排除を目論む。
一人称は矢部同様「オイラ」で語尾が「やんす」であるが、彼をデッキに入れないと終盤から「移動」の影響で一人称が「ボク」、語尾が「デス」と口調が変わり、この口調の時の矢部門のキャライベント内容も異なってしまう。
ビーナス / 井上 ヨシ子（いのうえ ヨシコ）
ラグナロク分校での野球部のマネージャー。「アマテラス＝アフロディーテ＝ヨシコ」と自称するが、「ヨシコさん」呼ぶと怒る。縮めての愛称は「ビーナス」。
本名については一部のイベントしか語られず、主人公からは疑問を持たれる程度だった。
芸農大附属編の甲子園一回戦では巫女服姿で登場し、敗北した後意味深な言葉を残し、光とともに姿を消すと別の高校に差し替わる。
ある日突然「移動」の力を知り、それを利用してチームの強化を図っている。その他にも校内にある異次元に繋がる倉庫や、部室に地下室があることを知っているなど学校についても詳しい。
困窮した家庭環境で今の生活から脱け出すためこのような性格になったと語り、「移動」を利用している。
彼女候補についてと巫女服だった理由は下記参照。
鋼 毅（はがね つよし）
身体を大きく捻る「はがね投法」の使い手で、無尽蔵のスタミナを誇り打撃も強いが、エースは水野に譲っている。
やや古風な口調で真面目な性格だが、恋愛に免疫がなく女性を相手にするのは苦手。
勇者になりきっている火野たちに呆れているが、ノリは悪いわけではなく、SRのラグラロク限定イベントでは乗せられて剣士になりきっていた。
ビーナスや火野たちの怪しげな言動に振り回される主人公に、彼らとの親交を深めるためのヒントを与える。しかし「移動」という力を信じようとはしなかった。
初出は『パワプロ5』の外伝作品である『パワプロクンポケット』（パワポケ）。なお、これまでのパワプロシリーズで選手としては登場した時の髪色はパワポケ登場時の茶ではなく青だったが、本作以降はパワポケと同じ茶髪になっている。
火野 勇太郎（ひの ゆうたろう）
巧打力・長打力・走力は全て超一流の選手だが、大事な場面でよくエラーをしやすい。ポジションは外野手。
ゲーム好きで勇者になりきっており、何かとームの表現的に自分や相手に語る独特な癖を持つ。
3年目の夏の地方大会では校長からその「勇者キャラ」を止めるよう警告されたが、チームメイトの支えでキャラ設定を保った。
妹がおり、「移動」の影響で人格が変わってしまったらしい（火野は失くしたと表現している）。
後述の水野、草野の三人で監督からは「なりきり3人組」と呼ばれている。
イベントでは、いじめられた小さい子から「いい年して勇者ごっこ〜？」と言われ、ショックを受ける。
アプリ版のSR図鑑解説によるとエラーをしやすい原因は「自分は攻撃型の勇者だから」と開き直っている。
甲子園を優勝すると水野・草野とともに別の世界へ「移動」するが、ビーナスを彼女にせずSR版のラグナロク限定イベントを起こし、その後火野を移動でのデッキを変えず、甲子園優勝するとエピローグの内容が火野のラグナロク限定イベントに変化する。
『パワプロ2016』以降作品の「パワフェス」および『ヒーローズ』ではラグナロク分校のチームキャプテンをしており、ドラクエを模したウィンドウのセリフを使う場面がある。
水野 魔太郎（みずの またろう）
切れ味鋭い変化球を操る投手だが、あまりスタミナがなく肝心な場面に弱い。しかし完投勝利を収めることもあるラグナロクのエース。
チョビヒゲをはやしている外見とは裏腹に、なぜか魔法少女になりきっており、女性口調で喋る。
なりきり3人組の中では頭が働き、本人も頭脳派を自称しているが、勉強は苦手。
矢部門や草野と同じくラグナロク分校に「移動」してきた別世界の人間で、過去に交通事故に巻き込まれ一年を棒に振っている。
ラグナロク分校以外の高校での自己紹介イベントでは主人公から「残念な奴」と呼ばれる。
草野 剣太郎（くさの けんたろう）
パワーの一辺倒であるため、それ以外は極端に低い。メインポジションは三塁手で一塁も守る。
戦士になりきっており、カレタカに似た片言の口調で喋る。しかし、あくまで火野や水野たちに合わせたキャラ設定なので、ラグナロク分校編以外の自己紹介イベントで普通に喋ることもある。
矢部門や水野と同じくラグナロク分校に「移動」してきた別世界の人間で、超高校級のパワーを持ちながら弱小校で埋もれていた過去を持つ。
勝森監督
ラグナロク分校での野球部監督。3人組からは「マスター」と呼ばれる。
かなり適当かつ面倒くさがり屋な性格で、転入してきた主人公にいきなりキャプテンを任命し、仕事を押しつける癖に自分は常に昼寝をしている。
かなり評価が高いと「お前に任せて正解だったぞ」とまで言う。
クリスマスに彼女がいないと専用イベントにて、部室で女子学生と待ち合わせをしている。
言及は無いが練習機材は夜間に彼が強化してくれている。

### 彼女候補
今作はデッキに入れないと彼女にすることができない上、デートも彼女成立後しかできない。また、複数の彼女をデッキを入れても告白することができ、二股三股をかけることも可能であるが、一部の彼女同士のコンボイベントで二股が発覚する場合がある。ただその場合振られる訳ではなく、マイナスイベントがほとんど無い場合もある。評価が上がる時の文字の色はピンク色になっている。SR版でデートでの連続イベントを最終段階でこなすと低確率で超特殊能力が得られる（ただし徳子、カレンを除く）。
一部彼女候補はアプリ版およびサクセススペシャルでも登場している。
紺野 美崎（こんの みさき）
学校のマネージャーで主人公の中学時代からの友人で登場。服装のジャージの色は通常のパワフル学園の赤色を着ているが、各高校の基準とした色のジャージを着ている。
ジャスミン学園編では主人公の転校先で出会うことになる。
R版（アプリでは固定イベント）によると中学時代は大事な試合前にケガばかりしていた昔を語る主人公を見て「あんなこと、2度と起こさせないから」とモノローグで語っていたが、アプリ版の図鑑解説によるとその出来事が起きたのは二人が初めて同級生となった中学3年生の時だった模様で、その時から主人公を意識していたことが判明する。
デートイベントではモノローグが多く、選択肢デートでは遊ぶための出費を気にする所がある。
木村 美香（きむら みか）
学生で登場。デッキのフィギュアは激闘第一高校の制服を着ているが、各高校の制服を着る。デッキに入れないと本来の激闘第一高校で登場すらしない。
出会いイベントは長めだが、アップデートにて「ショートカットあり」設定で、知り合う経緯をショートカットするかしないかの選択ができるようになった。
ジャスミン学園編では元女子高なので、最初に出会った場所が学校から河川敷になっている。
才色兼備、文武両道でモデルの仕事もこなすお嬢様だが、歌は苦手。
告白イベント前に賀真口と彼女成立をしており、コンボイベント時の選択肢を選ぶと、彼女にすることができなくなる。
デート3回目、4回目での選択肢で破局することがある。
牟良咲 凜子（むらさき りんこ）
マネージャーとして登場。デッキのフィギュアは駈杜高校の制服を着ているが、各高校の制服を着る。
自称不良で主人公に最初から想いを寄せていた。
デートイベントでは極亜久高校の女子高生とも争ったこともある。
駈杜高校編ではあるイベントにより、性格が病弱で物腰が柔らかくなり、デートイベントは内容は同じだが、凜子のセリフやエピローグの内容も丸ごと変わる。
猫塚 かりん（ねこづか かりん）
マネージャーとして登場。服装のジャージの色は通常のジャスミン学園のピンク色を着ているが、各高校の基準とした色のジャージを着ている。猫の被り物の色は変わらない。
主人公の出会いにより惹かれていき、語尾が安定しないのは主人公のみとなっていた。
デートではマネージャーとして一緒にトレーニングしながらデートをしていたが、主人公の言葉で改心する。
守神 悠羽（もりかみ ゆう）
学校の一角に建てられた研究施設の研究員として登場。資金運営難に陥っているはずのパワフル学園にも同じ出会いイベントで登場する。
飛び級出身で年下が彼女になるのは『2012』のエミーも同様だったが、12歳なので「専属の助手」ということで彼女が成立する。
文武高校では固有コマンド終了時に彼女になっていると自分がひらめきを失う病気を患っていたことを語り、専用のエピローグがある。
文武高校以外の高校のエピローグになると病気を患っていたことを語ることは無く、内容が変わる。
黒豆 あずき（くろまめ あずき）
マネージャーとして登場。服装のジャージの色は通常の戦国工業の紫色を着ているが、各高校の基準とした色のジャージを着ている。
主人公には厳しい態度で接するも想いを寄せていた。
戦国工業に登場するある人物とは深い関係を持つ。
賀真口 摩音（がまぐち まね）
学校の購買部の看板娘兼マネージャーとして登場。服装のジャージの色は通常のくろがね商業の黒地色を着ているが、各高校の基準とした色のジャージを着ている。
うだつの上がらない男は嫌いで、将来ヒモになりかねないと思っている。得意なゲームはポーカーで、ポーカーにも勝てない不器用さながらも主人公には惹かれていた。
アプリ版では自己紹介イベントを含め、相手を読む戦術のゲームはポーカーではなく、ジャンケンになっている。
告白イベント前に木村と彼女成立をしており、コンボイベント時の選択肢を選ぶと、彼女にすることができなくなる。
エミリ＝池田＝クリスティン（エミリ＝いけだ＝クリスティン）
マネージャーとして登場。服装のジャージの色は通常のワールド高校の橙色を着ているが、各高校の基準とした色のジャージを着ている。
ワールド高校以外では留学生として登場する。
告白イベントではランダムで2回とも失敗する（一回目はセリフを噛む、二回目はセリフが「ミソスープ」）とマイナス特殊能力が付いてしまう上、彼女になれなくなる。
ワールド高校編あるいはマキシマムがデッキに入っているとクリスマスでは突然マキシマムが現れ、一緒に過ごすことになる。
白峰 浪漫（しらみね ろまん） / マロン
美術部兼マネージャーとして登場。服装のジャージの色は通常の芸農大附属高校の黄緑色を着ているが、各高校の基準とした色のジャージを着ている。
本名で呼ばれることなく、「マロンちゃん」と呼ばれる。
直感を信条としており、よそよそしくなった二回目のデートでは選択肢を間違えると破局することになる。水着姿には自信があるらしい。
井上 ヨシ子（いのうえ よしこ） / ビーナス
マネージャーとして登場。服装のジャージの色は通常のラグナロク分校の群青色を着ているが、各高校の基準とした色のジャージを着ている。
本名で呼ばれることなく、「ビーナス」と呼ばれている。
告白イベントでは、既に誰かを彼女にしていた時に「まだ」と答えたり、彼女がいない時に「恋愛くらいした」と答えるとビーナスのセリフが若干変わる時がある。
デートイベントでは身近な所が疎い面がある。選択肢を間違えると評価が下がったり、破局することになる。女神を自称しているが、歌にはあまり自信がないらしい。
正月では巫女服姿となり、この姿になるのは単に御捻り目的であったが、神社のバイトもこなしていた。
ラグナロク分校では専用のエピローグがあり、「移動」の力で去ろうとするが、彼女となっていると「移動」の効力が消滅し、思い留まってくれる。
ラグナロク分校以外の高校ではエピローグが異なり、自身の困窮していた家庭事情を語った。
矢部 徳子（やべ のりこ）
『6』に登場した矢部の姉で保険の勧誘員。メガネ一族の長女。文字の色がピンクではないので厳密には彼女ではないが、R版だとあるイベントの後、デートができるようになり、エピローグも存在する。
R版のイベントでは実家に帰ると家族が皆やんす口調で喋るため、口調が移らないように実家に帰ることを控えている。矢部に各種保険を掛けており、その保険の受取人を自分にしている。
『2010』では娘がいることが矢部から明言されていたが、こちらでは登場しない。
姫野 カレン（ひめの カレン）
『7』より登場するシリーズ恒例の彼女候補（？）。彼女とのデートは他の彼女とは違い、全てランダムイベントでのみ発生する。毎回服装が変わっていたが、今作は『2012』と同じピンクの服となっている。
大空美代子とのコンボイベントでは『2011』に登場した「大空飛猿」によるツボ押しを用いて相手の精神を操る「裏野球拳」の継承者となっている。
矢部を始めとするメガネたちからは「ビッグサイズの彼女さん」と呼ばれる。

### その他の登場人物
その他にもデッキをセットすることにより、シナリオ固有キャラクター以外のキャラクターを登場させることができる。過去作で野球帽を着用していなかったキャラクターが帽子を着用するようになっている他、主人公の同級生、または後輩として登場する。一部内容はアプリ版でも使われている。

#### シリーズのレギュラーキャラクター

##### 第一世代からの登場人物
阿畑 やすし（あばた やすし）
『4』より登場する人物で、関西弁が特徴のキャラクター。今回は主人公の先輩ではなく同級生なので今作は「阿畑さん」ではなく「阿畑くん」と呼ばれる。ポジションはピッチャー。オリジナル変化球「アバタボール8号」を操る。
RかSR版をデッキにセットするとランダムイベントでオリジナル変化球が手に入る。なかなか点が入らない投手戦を見ていると無性に「たこ焼き」が食べたくなる変わった血筋がある。たこ焼きの外側は「サクサク派」。
私服バージョンが存在し、SRではオリジナル変化球だけでなく成功率はかなり低いが「アバタボール」を教えてくれる。
猪狩 進（いかり すすむ）
『5』より登場する主人公の後輩で猪狩守の一つ下の弟。ポジションは捕手。
兄と違って穏やかな性格で、人当たりも良く人望に厚いのだが、兄に対するコンプレックスから無茶な練習をしようとしたり、兄に突っかかっていったりもする。
過去に交通事故で大けがを負った際に猪狩コンツェルンを乗っ取ろうとした組織（パワポケに登場したプロペラ団とは言及されていない）によって改造されたことがあり、その後加藤理香とダイジョーブ博士によって元に戻され、その記憶を消されたのだが、理香とのコンボイベントで事故の記憶が戻り、ショック状態に陥ることがある。
SRの討論イベントでは、夜も更けて眠っている主人公に色っぽい声で起こしたことがある。アプリ版では風船を膨らませ、破裂させて起こしている。
『パワポケ1』・『99開幕版』の「野球マスク」名義でそのまま野球マスクの姿でもイベキャラで登場する。
大西＝ハリソン＝筋金（おおにし＝はりそん＝すじがね）
『5』より登場する人物で、片言の口調で話す男。ポジションは投手。
今回は『2011』の強化後の素顔で登場。顔設定も素顔仕様となっている。剛速球と四方向の変化球、桁外れのスタミナを持つのだがコントロールが悪い。自分を野球マシーンと称し、まったく同様などを見せないメンタルの強さを持つのだが、後輩の嵐丸にストーカー紛いのことをされた時には珍しく精神的に追い詰められ、さすがに狼狽していた。
アプリ版でのコンボイベントは簡略化され、大西がひ弱だったころの昔の写真を嵐丸に見せるのみとなっている。
読んでるお気に入りの漫画は「ゴノレゴ13（ごのれごじゅうさん）」。アプリ版の通常は「マシーンギアソリッド」、アンドロメダ版では貰いもので「科学ノ進歩ト犠牲」という本を読んでいる。
山口 賢（やまぐち けん）
『5』より登場する人物で、帽子の陰で顔が隠れ、鋭い眼光が光っている人物。ポジションは投手。
マサカリ投法から繰り出される140キロ後半のストレートと切れの良いフォークボールを持つ。
肩への疲労をかばいながら投球しているが、練習に関してはかなり真面目で、寺で護摩業を行うことがある。
一人称は「私」だが、練習でコツを教わる場面のみ「オレ」を使う。
『12』における帽子無しの素顔バージョンが存在する。本人いわく「ありのままに練習したくなる」とのこと。
ダイジョーブ博士
『3』より登場する人物で、自称「どいつから来たスポーツ医学の権威」のマッドサイエンティスト。科学の発展に異常な情熱を燃やしており、そのためには選手を実験の犠牲にすることも厭わない。
今回は通常の選択方式の改造イベントはSR版のみとなっており、それ以外にも暴走した博士による改造イベントが発生する。逃げた回数（最高3回）により能力が上下する。
第二回の人気キャラ投票では一位に輝き、デッキに入れなくても期間限定のランダムイベントが追加されていた。さらにパワプロ総選挙でもほむらと同率の一位となった。
『2011』の「武井田ジョー」名義仕様でも登場。
ゲドーくん
ダイジョーブ博士の相棒的存在で普段は「ギョッ！」しか喋らない。
限定イベントでは、ダイジョーブ博士と（おそらく）加藤姉妹、矢部、犬の五名（？）で限定ユニット「ゲドー5（ファイブ）」を結成した。
大食い。
加藤 京子（かとう きょうこ）
『4』より登場する人物で、職業は看護師。加藤理香の妹。デッキにセットしていると病院で病気や爆弾の治療成功率が上がる。
デッキに入れていないと病院で病気を見るのは男性の医師となる。
ゲドーくんの正体が彼女であることを示唆するイベントが何度かある。
加藤 理香（かとう りか）
『5』より登場する人物で、職業は今回も保険医。加藤京子の姉。デッキにセットしていると知り合いの博士により練習中の怪我での能力低下がなくなることがある。出会う経緯は『2011』以降、主人公が矢部と同行した際に出会い、スケベな矢部は股関節を見てほしいと嘘をついたが、今回は主人公がスケベになって先生を口説いていた。
猪狩進とデッキに入れると自分が赴任してきた理由を語る。この時進の衣装が野球マスクでは改造人間であることが既に分かるので会話が少し異なっている。
デッキに入れていないとケガを見るのは男性の保険医となっている。
くろがね商業編では彼女をデッキに入れても通常のケガイベント同様、治療費としてKマネーを請求されてしまう。
犬（ガンダー）
『5』より登場する犬で、公園のベンチに主人公が座っていた所をなつく。ランダムイベントで芸を教えることができ、大会に参加させることができる。バイリンガル装置を使い会話もできたが、初期不良の間違いのセリフで主人公を食べたがっていた。あまりの言葉にサクセスのBGMも止まり、主人公は固まった後逃げ出し、それ以降通訳機は使わなくなった。
影山 秀路（かげやま しゅうろ）
『5』より登場するプロ野球のスカウト。彼の評価を上げなければ、たとえ甲子園で優勝してもプロ入りはできない。デッキは未登場。
主人公は彼に出会った後、去っていく間のリアクションが各高校ごとに異なる。
芸農高校では演劇のスカウトと主人公に勘違いされてしまう。

##### 第二世代からの登場人物
橘 みずき（たちばな みずき）
『10』より登場する人物で、小悪魔な面もある女性選手。ポジションは投手。オリジナル変化球「クレッセントムーン」の使い手。
同様の高校編である『2011』では中学生だった。
ジャスミン学園編での愛称は「みずきち」。
水着・浴衣・野球マン2号などのコスチューム版が存在し、セットすると練習風景や試合中で反映されている。
アプリ版では巫女服も加わった。

##### 第三世代からの登場人物
六道 聖（ろくどう ひじり）
『13』より登場する人物で、物静かで落ち着いている女性選手。ポジションは捕手。
ジャスミン学園編の愛称は「ひじりん」。
「ささやき戦術」が得意だが、今回からささやき戦術は超特殊能力となっているので外されている（後の作品では所持）。
水着・浴衣・野球マン3号などのコスチューム版が存在し、セットすると練習風景や試合中で反映されている。
アプリ版では巫女服も加わった。
野球マンとの3人コンボイベントでは、1号が「技の1号！」、2号が「力の2号！」と名乗る中、3号は「力と技の3号だ」と名乗り「それ、ずるくない？」と2号から突っ込まれる。
サンタコスチュームのSRイベントは選択肢で、酔いどれ状態の勝森監督から一人の寂しさを紛らわす特訓を受けることになるが、アプリ版では監督が共通しないので、野球部を引退した先輩モブ選手が寂しさを紛らわす特訓となっている。
猛田 慶次（たけだ けいじ）
『13』より登場する人物。荒削りな性格で、主人公からは当初「前田」と間違われ、猛田も主人公を相棒のメガネの名前と間違えていた。
同じくデッキ選手である戦国武将の「前田慶次」と名前が被っているがコンボイベントはない。
実家の猛田工務店の手ぬぐいを頭に巻いた別バージョンが存在する。
アプリ版は最初から手ぬぐい巻状態となっており、自己紹介イベントでは猛田だけが名前を間違えている。ダイヤのAコラボの青道高校編では矢部が登場しないのでダイヤのAに登場する「御幸」と間違えている。
東條 小次郎（とうじょう こじろう）
『13』より登場する人物。パワータイプではあるが、常にクールでチームメイトやキャプテンにも厳しいが、野球の腕前はかなりの物。眼鏡をかけると物静かな性格になる。
自己紹介イベントでは野球部の士気を上げてもらうことを主人公に指摘しやる気を下げるが、アプリ版では指摘が緩和されており、やる気が下がらなくなっている。
メガネをかけた別バージョンが存在する。
実は眼鏡をかけるのは本来のパワーを溜め込む装置なのではと疑惑をもたれた。
アプリ版ではコンボイベントや限定エピソードの定期イベントで1度だけ眼鏡をかけ、データと違う姿の東條を見た黒服たちを驚かせた。

#### パワプロ5の登場キャラクター
鮫島 粂太郎（さめじま くめたろう）
常に口数が少なく無口だが、清本ほどではない。真の漢と認めると「鉄下駄練習」を誘ってくれるようになる。
料理がうまく、弁当は純和風となっている。
後の「サダメナイン」メンバーの一人の通称「サダメファイブ」。
松倉 宗光（まつくら むねみつ）
投手。おしゃべりで周りも迷惑をかけている。集中力を高めるため、主人公と一緒に茶道部へ体験入部させられる。
香本 富久雄（こうもと ふくお）
捕手。のんびりで大食い。松倉とは昔馴染み。実家は肉屋で怒らせると怖いことが判明。
駒坂 瞬（こまさか しゅん）
遊撃手。家族が元スポーツ選手のサラブレッド。
『5』と『2012』では主人公の二年後輩で上級生に対しては大口を叩くこともあるが、今回は同級生として登場。主人公に向ける態度がこれまでとは異なる。
野球帽を後ろ向きに被っていたのが今回は正面になっている。
坊主頭で子供っぽい見た目とは裏腹に性格はまじめでストイック。サッカー部など他の部活動でも誘いを受けるほど。
アプリ版では後輩キャラになっている。

#### パワプロ'98の登場キャラクター
滝本 太郎（たきもと たろう）
清本と同等の打撃力を持つ長距離打者。怖そうな顔をしているが野球の練習には熱心で、コツをしっかり教えてくれる。ポジションは一塁手。
過去に武者修行中だった久方に三振を取られた。技術面に秀でている鉢柳をライバル視している。
久方 怜（ひさかた れい）
かつて滝本と勝負をし、勝利を収めた投手。
古臭いトレーニングを嫌い、自分の丈に合うのを中心にしていたが主人公の指摘により考えを改める。
『2012』と違い、今回は久方が滝本にライバル心を燃やしている。

#### パワプロ6の登場キャラクター
田中 まさる（たなか まさる）
御年85歳の元気なおじいさん。これでも立派な高校の生徒。ポジションは一塁手。
コンボイベントでは身体のどこかにボール型の痣がある選手たち、通称「サダメナイン」集めを着々と進めており、通称「サダメスリー」として田中自身もメンバーに入っている。
吹雪（ふぶき）
大豪月が飼っている巨大な土佐犬。主人公の対応次第で選手能力を上げられるが、逆に下がる場合もある。

#### パワプロ'99の登場キャラクター
アフロ猪狩（アフロいかり）
猪狩守がアフロヘアーとなり、猛特訓の末パワーアップした姿。普通の猪狩は私立パワフル学園の項参照。
普通の猪狩のデッキでは未完成だった「ライジングキャノン」も、この姿になると、それ以上の「ソニックライジング」を取得しているのでライジングキャノン取得に関するイベントの内容が変更されており、「過去の産物」であると猪狩が語り、いずれも1回のみ披露するだけで、こちらの球種は教えてくれない。
R版だと言及はないが、本人いわく過去の失敗を反省して、この髪型にしたようだが、主人公から「その（髪型の）時点で失敗している」と思われている。
SR版ではアフロの秘密を探ることにより、正体を見つけ次第で「ソニックライジング」覚えることができる。
野手の場合は海外版ガンダーロボのDVDが見つかり、海外在住時代チームメイトに勧められ、アニメに興味を持った猪狩視点での考察のもと、「レーザービーム」のコツを教えてもらえる。アプリ版ではアイドルユニットのアニメDVDに変更され、考察を語るが完全にアニメオタクのそれであることへの主人公のツッコミはできなかった。

#### パワプロ2001の登場キャラクター
渚（なぎさ）
病気で入院している主人公の実の妹で登場。名前は『2001』は平仮名表記だが今回は漢字表記となっている。
夏の大会前に『なぎさのお願い』を達成できるかによって、エピローグが変化する。
また、渚を入れて一部のイベントキャラをセットした場合、一人っ子であることに関する主人公のセリフが変更されている。

#### パワプロ9の登場キャラクター
九十九 宇宙（つくも そら）
阿畑の親友でポジションは外野手。たこ焼きの外側は「ふわふわ派」。流し打ちと居合抜きが得意。
自己紹介イベントではあまり話す機会がないのに、九十九から話しかけるのを機に、主人公と仲良くなる。
アプリ版では話すのは初めてかと思いきや、九十九を「九号」と呼ぶなどのボケをかます主人公にあきれながら仲良くなっている。

#### パワプロ10の登場キャラクター
福家 花男（ふくや はなお）
本来はプロで活躍する熟年の選手だが、高校生で登場している。高校生ながらもおじさん顔で、主人公は当初普通のおじさんだと間違えていた。
練習を見に来る妹は美人らしく、さらに母親はギャル系で父親は草食系の顔をしているらしい。勉強の成績はあまりよくない。
館西 勉（たてにし つとむ）
音読みにすると「かんさいべん」と名前の通り、関西弁が上手な投手。能天気な割に勉強が得意で、青葉とのコンボイベントで文武高校編だと学力が上がる。
アプリ版では全てのイベント内容が変更され、主に勝負を避けてしまう傾向があり、主人公に注意されることで改心するようになっている。
番堂 長児（ばんどう ちょうじ）
「番長」と呼ばれており、主人公よりもキャプテンに向いた人物と囁かれている。流行のアイドルは「ピン」でないといけないと言ってはばからない。
サクスペではイベント内容が変更され、舎弟を使いながらも気のいい人物となっている。
これまでは荒い髪の中にマークが写っていたが、帽子は普通に着用している。サクスペでは髪の中にマークがある仕様に戻っている。
半田 小鉄（はんだ こてつ）
今回は太った姿のみで登場。髪型は帽子を被っているので見えない。
鷹野 有紀（たかの ゆうき）
頭脳派の投手。付き合いは悪いが、主人公と野球討論をしている。

#### パワプロ11の登場キャラクター
清本 和重（きよもと かずしげ）
相手に対してはかなりの無口で普段は協調性は見られないが、滝本と同等の打撃力を誇る超高校級の長距離打者。ポジションは一塁手。
喋ることは非常に珍しいらしく、主人公の影や前で喋ると驚かれてしまう。
アプリ版での説明にて、普段喋らない理由は、過去に不用意な発言により痛い目に遭ったのが原因だったことが判明する。
今作のサクサクセスでは「東京ヤクルトスワローズ」に所属している。
久遠 ヒカル（くおん ヒカル）
真面目で人当たりの良い後輩。ポジションは投手で変化の大きいスライダーを操るが、精神的な脆さを抱える。友沢とは何らかの因縁を持つ。
普段の一人称は「僕」であるが、友沢の前では「オレ」を使っている。
気が強い姉がいるのと小さい頃のいじめが原因で女性が苦手。
根霧 蘭（ねぎり らん）
スポーツショップを切り盛りしている。高値の機材を安値で売ってくれるが、練習機材のレベルアップではなく経験点が上がる。
くろがね商業編では出会い時に、サクセス能力『買い物上手』が取得できる。
エプロンにはブタのアップリケがあり、次回作『パワプロ2014』の「栄冠ナイン」で「ショップ店員」に就職した野球部卒業生がこのエプロンを着用している。

#### パワプロ12の登場キャラクター
野球仙人
グラウンドに出没する自称「野球の仙人」の老人。パワポケシリーズに出ている野球仙人とは別人。
彼と練習すると主人公を一喝したりなど厳しい指導を行う。読心術を初めとする仙術が得意。
普段はほるひすと同様、部室のロッカーを寝床にしている。
SRのイベントでは山篭りを行い、3回成功すれば（ダイジョーブ博士の手術ほどではないが）大幅にパワーアップできる。

#### パワプロ13の登場キャラクター
田中山 太郎（たなかやま たろう）
今回は投手ではなく遊撃手。存在感のない奴だが負けずに練習する憎めない性格。
存在感が無さ過ぎて姿が見えなくなるイベントがある。

#### パワプロ14の登場キャラクター
鈴本 大輔（すずもと だいすけ）
今作は『13』でわずかに登場した坊主頭で登場。これでもモテモテ。
『14』におけるイケメン姿の別バージョンが存在する。アプリ版では最初からイケメンになっている。
SRデッキではイベントにて、とある女性選手をデッキに入れていると詳しい言及はないが、選択肢が増える。
アプリ版ではその女性選手ことを気にするイベントは無くなっている。

#### パワプロ15・2009の登場キャラクター
神楽坂 光彦（かぐらざか みつひこ）
神楽坂グループの御曹司で投手。高校時代は留学はしていないため、特徴的な口調はしていない。
主人公とも気さくに仲良くしているが、女子たちの愛称である「ミッチェル」と呼ばれるのを嫌う。
独特の髪型が特徴で本人は気に入っている。打席時のヘルメット着用時のみ髪型を隠している。
『2016』の「パワフェス」および『ヒーローズ』では神楽坂グループのチームキャプテンとなっている。留学経験により『15』基準の喋り方をするようになり、自前のヘリコプターで派手な登場をするも失敗に終わり、ファンを蒼白させてしまった。

#### パワプロ2010の登場キャラクター
長谷川 高文（はせがわ たかふみ）
熟年のような風貌をしているが、これでも主人公とは同学年。『2010』では三塁手だったが、今作は外野手となっている。
暴力的ではないが説教臭い所があり、単にかまって欲しいだけにも見える。得意練習は精神練習。
鉢柳 力（はちやなぎ りき）
気の優しい関西弁二塁手。しかし、お金を借りると「トイチで返せ」と言ってくる。本人曰く世知辛い性格。
浜崎 庄司（はまさき しょうじ）
パリッとした風貌の投手。通称「ハマ」。今回は高校生なのでバイクの免許は持っていない。お笑い番組好き。
坂本 ゲン（さかもと げん）
ゲンを担ぐことを信条としている。小学時代はイジメに遭っていた。ポジションは『2010』は遊撃手だったが、今回は二塁手。
ゆうれい
気さくな幽霊。主人公に乗り移り見事な腕前を見せたが、身体の負担はそのままで分離時に痛覚が起きる。
野球仙人により人間に戻る術を教わるが、成功しても100年経たないと戻れないらしい。
ミック＝ファンク
公式サイトのワールド高校の人物紹介に登場しているがデッキに入れない限り、本編には登場しない。
少々口が悪く主人公には偉そうな態度で挑発することも多いが、練習にはしっかり付き合ってくれる。
『2010』でも同様に目立った能力は無いが、今回は「チームプレイ○」を所持している。
ボブ＝ジェット
公式サイトのワールド高校の人物紹介に登場しているがデッキに入れない限り、本編には登場しない。
打撃のパワーはマキシマムに匹敵するが、それ以外の能力は低い。色黒で強面な外見。
マイク＝マックス
公式サイトのワールド高校の人物紹介に登場しているがデッキに入れない限り、本編には登場しない。
投球の球速はかなりのもので、キレのいい変化球を持つ。日本語は苦手だが気のいい性格。

#### パワプロ2011の登場キャラクター
生木 盛男（なまき もりお）
生意気盛りの三塁手。特技はマネジメントで、一応ながら先輩思い。
嵐丸 士朗（あらしまる しろう）
大西に憧れている投手。
鶴屋と同様、気が利きすぎで真面目な性格で、これまた鶴屋と同じく「ビシバシシゴいてください！」が口癖。
アプリ版でのSRキャライベントでは選択肢によって、爆弾を抱える可能性があるが、太刀川をセットしていると「ケガの元だ」と注意されるようになっている。
青葉 春人（あおば はると）
国産のハムが好物の不良気質な投手で勉強が苦手。パワプロ2011のイベントで完成済みのオリジナル変化球「超真魔球改」が武器。幼馴染の朱雀とはコンボイベントは無いが、SR版のイベントのみデッキに入れてなくても朱雀が登場する。超真魔球改を教えてくれるイベントもある。
SR化希望投票では2位になり、樽本と同様SRデッキとなる。一時期野球ができなかったことを明かすが、『2011』の「ときめき青春高校編」と同様のある出来事がきっかけで再び野球ができるようになった。超真魔球改を覚えるイベントが追加される。
なお、矢部を初めとする矢部田を除いた相棒のメガネたちは不可抗力とはいえ、壊されてしまった超合金ロボットのことを根に持っていたが、戦国工業編では矢部野が矢部ノ助になってしまうので、それまでの出来事を思い出せずにいた。
アプリ版ではプロ球団に関与しないのでハム好きである言及が無くなっている。
三森右京・左京（みつもり　うきょう）・（みつもり　さきょう）
足の速い兄弟だが双子ではない外野手。利き腕と打席以外の選手能力は二人とも全く同じで二人ともプチシュークリームが好物。
デッキは右京・左京の一つずつとなっている。
『2011』では常に二人一緒にいるため、兄弟仲は良いと思われたが、好みの違いからそんなに仲は良くないことがアプリ版で明かされた。
実は三つ子で作中には登場しないが上京（かみぎょう）という兄弟がもう一人おり、怪我で野球を断念している。
茶来 元気（ちゃらい げんき）
チャラチャラしている遊撃手。口調は「ちょりーす」や「〜くね？」を使いチャラい見た目な割に練習はまとも。
コンボイベントでは「番長」こと大空美代子に想いを寄せていた。
この時美代子の素を知っていると選択肢で本来の美代子を茶来に教えることができるが、アプリ版では美代子の方から茶来のあまりのしつこさに怒りだし、本性を出している。
神宮寺 光（じんぐうじ　ひかる）
自称「激シブヤンキー」の一塁手。不良気取りだが、野球には真面目に練習に参加している上、勉強も真面目にしている。
メガネが無いと落ち着かず臆病になりがこちらでは外れることは無いが、動揺すると口調が安定せず、数日間戻らなくなる。
アプリ版では「泣く子も笑う激シブヤンキー」と紹介されている。
また限定エピソードやコンボイベントでメガネが外れ、データと違う姿の神宮寺を見た黒服たちを驚かせた。
朱雀 南赤（すざく なんせき）
神様口調で話す投手。青葉とは幼馴染だったが今回はコンボイベントは無く、青葉のSR版のイベントのみ絡む。
なぜか主人公を「余の一番弟子」と呼んでいる。冬休みの正月中（アプリ版では連休中）に強引ながらも練習に誘うなど野球にはかなり熱心。
『2011』では球速を売りにしていたが、今回はキレのある変化球が武器。起用を多くするため外野手のサブポジを有し、選手オーダーに外野手として参戦が可能になる。
神様口調になった原因は、『2011』では「ある人物」から精神を操作されていたが、今回は中学時代に青葉との対決時、当時の決め球であった青葉の「超真魔球」により朱雀の背後の壁にボールがめり込むほど当たり、その衝撃で落下した瓦礫が朱雀の頭に直撃してしまい、その後この口調になったことが判明する。
今作のサクサクセスでは「中日ドラゴンズ」に所属している。
『2016』の「パワフェス」の青葉とのタッグイベントでは、中学と高校で口調が様変わりしても野球に対する朱雀の想いに触れ、青葉は深く言及はしなかった。

#### パワプロ2011決定版の登場キャラクター
前田 慶次（まえだ けいじ）
戦国工業ではハンドボール部として登場。
佐々木 小次郎（ささき こじろう）
戦国工業では剣道部として登場。作中最高のパワーSを誇る。
宮本 武蔵（みやもと むさし）
戦国工業では剣道部として登場。作中最高のミートSを誇る。
猿飛 佐助（さるとび さすけ）
ポジションは投手でオリジナル変化球「コノハオトシ」を持ち、俊足。コツ伝授では野手系の特殊能力を教わってしまうことが多い。
今作ではオリジナル変化球を教わることはできない。
戦国工業では演劇部として登場。
服部 半蔵（はっとり はんぞう）
佐助同様ポジションは投手でオリジナル変化球「カマイタチ」を持ち、俊足。コツ伝授では野手系の特殊能力を教わってしまうことが多い。
今作ではオリジナル変化球を教わることはできない。
Nデッキによると苦手な術は「変化の術」で各高校のマネージャーなどの女の子に変身するが、一部始終を知られた彼女たちにより怒られてしまう。怒るセリフは彼女たちによって違う。
激闘第一編では木村をデッキに入れないと発生せず、駈杜高校編の洗脳前と洗脳後の凜子も口調が変わっているので怒るセリフが違っている。
戦国工業編ではあずき本人ではなく、ゼンザイが変化の術を使い、注意される。
ワールド高校編ではエミリではなく、兄のマキシマムに知られ、半殺しの刑にされる。
芸農大附属編ではマロンが自分の「ドッペルゲンガー」と勘違いし、追いかけられてしまう。この時半蔵は勝森監督に変化していた。
ラグナロク分校編では忍者にもかかわらず、地下室にて出生や家族や機密をペラペラ喋るようになるまでビーナスに痛めつけられてしまい、変化の術は永久に禁止となった。
戦国工業では演劇部として登場。
白玉（しらたま）
学校で飼われている白い犬。人懐っこくゼンザイとのコンビネーションは抜群。

#### パワプロ2012の登場キャラクター
城山 剣一（しろやま けんいち）
強面な顔とは裏腹にハムスターが好き。飼っているハムスターの名前は「ハム之助」。一人称は「オレ様」。オリジナル変化球「ワンシーム」が武器。
今作ではオリジナル変化球を教わることはできない。
中之島 幸宏（なかのしま ゆきひろ）
自信過剰な自信家で「〜だっての！」が口癖。ポジションは遊撃手。お世辞と挑発に弱い。『2012』の因縁からか渋谷と練習したり、マキシマムをライバル視している。
得意練習は打撃だが、イベントでの練習は守備関連となっている。
御手洗 京介（みたらい きょうすけ）
文武高校のジャージを着ているが、デッキに入れないと文武高校に登場すらしない。野球も得意だったが、頭脳プレーを買われ高校のマネージャーとなった。
練習時一緒にいると彼女候補ではないにもかかわらず、練習後やる気が上がったり、友情の意味合いで「ラブパワー」が発動してしまうイベントが起こることがある。
評価アップの名前は『2012』は呼び捨てで「御手洗」だったが、今作は「御手洗くん」となっている。

#### パワポタ3の登場キャラクター
樽本 有太（たるもと ゆうた）
正義感が強く、パワフル学園での自己紹介イベントは黒服ザコを暴投で追い返した。変化球も得意だがストレートに自信があり、変化球派の朱雀にも認められていた。
かなりのモテモテだが、主人公の人気に嫉妬し、練習なのに本気で投げ込むイベントが存在する。
『2010』にも登場し、SR化希望投票では一位に輝いた。なお、『2010』のオリジナル変化球であった「ジャイロスライダー」は搭載されなかった。
SR版ではイベント内の人気選手ランキングに一位となり得意げになっていた。その際に人気投票ランク上位内の固有選手がイベント中に登場するが、デッキに入れなくても各高校のユニフォームで登場するようになり会話が変化している。
青葉との投球対決では青葉の決め球「超真魔球改」に負けないようなスライダーの変化球を考えようとしたことがある。

#### パワポタ4の登場キャラクター
夏野 向日葵（なつの ひまわり）
ショートを守る女子選手であだ名は「ナッチ」。さばさばした性格で男子っぽい、元気娘。頭を使うと知恵熱が出る。
パフェが大好きで、しばらく食べないでいると禁断症状が出るらしい。帽子は後ろ向きに被っているが、試合中は正面に被っている。
情報通の矢部田と仲がいい。
アプリ版の瞬鋭高校編では他のセットキャラ同様野球部を離れるが、パフェの交渉をしただけであっさり帰ってくる。

#### サクセス・レジェンズの登場キャラクター
するめ大学メンバーは『6』から登場しているが、名前と顔が固定されたのは『サクセス・レジェンズ』から。
ザンス
本名は不明で「〜ザンス！」が口癖の遊撃手。おフランス帰りを自称しているが、なぜか英語が堪能で上手。守備が地味なのを気にしている。
後の「サダメナイン」メンバーの一人の通称「サダメシックス」。
村雨（むらさめ）
常に目をつぶり、動きが素早い外野手だが、打撃は苦手。武士を気取るのが好き。
後の「サダメナイン」メンバーの一人の通称「サダメエイト」。
アプリ版ではコンボイベントで見栄っ張りな一面を見せている。
乙女（おとめ）
女性っぽい仕草をするがれっきとした男性でポジションは投手。仲間から「乙女」と呼ばれるが本名は不明。編み物が趣味。
田中まさるを「まさるさん」と呼んでおり、鮫島同様案じている。
後の「サダメナイン」メンバーの一人で、唯一無二の投手通称「サダメワン」となる。サダメナイン紹介時は『6』のするめ大学のBGMが流れる。
天王寺（てんのうじ）
関西弁で喋る外野手。額に天の文字があるが作中は見せない。服装など身だしなみにはだらしが無く、ロッカーは異様な臭いが立ち込めている。
後の「サダメナイン」メンバーの一人の通称「サダメナイン（9番目）」。鮫島と共にサダメナイン紹介時はするめ大学のBGMが流れる。
唐突にメンバー候補として頼まれたので断ろうとしたが、田中の頭を下げてまでの願いに、しぶしぶながらも承諾した。
九州（きゅうしゅう）
大柄な体型に恵まれた捕手だが、男らしい名前とは裏腹に、ワールド高校編のナヌークと同様のんびり間延びした口調で、仲間との会話が苦手。ポジションは捕手。
後の「サダメナイン」メンバーの一人の通称「サダメツー」。
猿（さる）
すばしっこい二塁手。毛深く、会話も「ウキッ」「キィー！」「キャッキャッ！」などとしかしゃべらないので、まるで本物の猿に似ていることから「猿」と呼ばれている。本名は不明。
後の「サダメナイン」メンバーの一人の通称「サダメフォー」。九州と共にサダメナインの紹介時はするめ大学のBGMが流れる。
球三郎（たまさぶろう）
守備が上手で足も速く、凛々しい顔立ちのおかげで女子からも人気な外野手。
後の「サダメナイン」メンバーの一人の通称「サダメセブン」。鮫島と共にサダメナインの紹介時はするめ大学のBGMが流れる。
女子たちからの人気を気にして、メンバー入りを一度は断ろうとした。
サダメナインメンバーキャラの中で配信が遅かったが、アプリ版および『サクセススペシャル』では鮫島を除いて早い段階で玉三郎が配信される。

#### パワプロクンポケットシリーズの登場キャラクター
『パワプロ10超決定版』での登場以来、サクセス本編でのパワポケシリーズのキャラクターの登場は11年ぶりとなる。
野球マスク（やきゅうマスク）
初出は『パワプロクンポケット』、猪狩進が謎の集団（プロペラ団）に改造された姿。上記の猪狩進の項目を参照。『パワプロ13』以前の作品のポジションは投手だが、今回は捕手に変更されている。
SRイベントでは一打席勝負に勝つとマスクを取ろうとしたが、苦しがっていた（本人曰く、このマスクがないと生きられないとのこと）。この時野手育成だと野球マスクに投手適性のプレートが付き、投手能力が発揮される。
別の選択では謎の集団に進と間違えてさらわれたりもする。
アルベルト＝安生＝アズナブル（アルベルト＝あんじょう＝アズナブル）
初出は『パワプロクンポケット』、かなり怪しげな外国人でアンヌの兄。『パワプロ10超決定版』の「サクセスオールスターズ」以来再登場。
突然主人公と出くわし、野球を教えてくる。ほとんどのパワポケシリーズと違いマイナスイベントはなく、能力を上げたり特殊能力のコツが得られる。
ラグナロク分校では既に出会っており、「うわっ！アルベルトだ！」と主人公は驚く。
パワポケシリーズでは登場の度に毎回骨折を繰り返していたが、本作では簡単には骨折せず少しだが頑丈な身体になったものの、「魔球」を披露しようとして結局骨折してしまう。
鋼 毅（はがね つよし）
初出は『パワプロクンポケット』、「#ラグナロク分校」項目を参照。
アンヌ＝安生＝アズナブル（アンヌ＝あんじょう＝アズナブル）
初出は『パワプロクンポケット3』、アルベルトの妹で、アルヴィン同様日本語を流暢に喋る女性投手。『パワプロ10超決定版』の「サクセスオールスターズ」以来再登場。
少し乱暴な口調だが気のいい仲間。アルベルトを「兄ちゃん」と呼んでいる。
女性ながら140キロ以上の速球と、球威は太刀川には劣るが4種類の変化球を操る。
鬼鮫 清次（おにざめ せいじ）
初出は『パワプロクンポケット5』、パワプロシリーズでは本作が初登場。「元球団の筋力コーチ」で登場する。
現在はジムを経営しており、筋肉を熱く語る姿は健在で、R版は少々悪名高くなっている姿が周りに露見されていた。
SR版イベントでは選手能力のアップや特殊能力のコツが多く得られるが、彼の指導の影響で筋肉の美しさに目覚めた主人公に相棒のメガネたちは引いていた。
この時、聖ジャスミン学園編では矢部田ではなく勝森監督の体つきを褒め称え、若いころを思い出した監督から食事に誘われ、評価が上がる。
ラグナロク分校では既に彼とは出会っており、鬼鮫が「同好の士」の帰りに出会うことになっている。
ほるひす
初出は『パワプロクンポケット6』、『パワプロ2012』の特典でパワプロシリーズ初登場がサクセス本編での登場は初。
元々は『コロコロコミック』の企画で採用された読者投稿キャラクターで、他のキャラクターと違い3Dモデルではなく当時のイラストそのままで登場する。
それゆえ平べったい出で立ちをしている。
デッキフィギュアにある後姿はテープで貼った棒が刺さっており、そこからほるひすを動かしている。
Rデッキでは夢の中の主人公のロッカーになぜか住み着き練習を誘ってくる。断ることも可能だが、目を覚ました現実でほるひすが強制的に野球を教えてくれる。
SRデッキではグラウンドに現れ、練習に付き合ってくれる。
ラグナロク分校では既に出会っており、出会うときの主人公のリアクションが異なっている。
ほかの部員たちは普通の人に見えるらしいのは相変わらずで、これまでは一言、一言に喋っていたが今回は少々だが多弁になっている。
野球仙人同様、仙術が使えるようで、多忙に動き回った後でも疲れを癒してもらえる。

#### マイライフの登場キャラクター
奥居亜美
すみお
長谷川朋美
八代麻耶
南沢ゆい
園田舞子
平岡あやめ
ワールド高校の海外キャンプ地の各国に登場するツアーコンダクターの一員で登場。各国にその人物が固定されているが、ランダムで登場しないことがある。
奥居亜美の兄の奥居（紀明）はプロで活躍しているベテラン選手という設定になっている。
あやめのみラグナロク分校のランダムイベントで登場しており、主人公と火野を球場に入り込んだ不審者と思われていた。

#### 一般人やイベントでの登場キャラクター
職人
デッキに入れると登場する人物。戦時中の生まれだったため、「野球とは何か」と尋ねたり、野球の道具について詳しく語ってもらえる。
水着小山雅のRデッキイベントでは変貌した矢部の年老いた姿で登場。
マイライフでも登場しているが、地方によって口調が異なる。
魚屋さん
デッキに入れると登場する人物。金額不足で値引きの意味の「勉強」をさせようとしたが、魚屋が勘違いしてしまい「魚クイズ」が始まる。
肉屋さん
デッキに入れると登場する人物。発酵製肉のコロッケを作るのが趣味で、時期により能力アップの成功確率が変化する。
八百屋さん
デッキに入れると登場する人物。割引の野菜を売ってもらったり、変わった野菜を譲ってもらうこともある。
パン屋さん
デッキに入れると登場する人物。試供品のパンを主人公に与えるが、成功することもあれば失敗することもある。
本屋さん
デッキに入れると登場する人物。本を購入してコツを覚えることができる。
ショップ店員
デッキに入れると登場する人物。お勧めのレンタルDVDやプロ野球に関するビデオを教えてくれたりもする。
根霧蘭とのコンボイベントではアドバイスを教えた過程により、恋仲となる。
定食屋さん
デッキに入れると登場する人物。通い詰めていると実は幽霊だったという演出がある。
ホステス
デッキに入れると登場する人物。一定確率でセンス○またはセンス×が付いてしまう。
ミゾット社員
デッキに入れると登場する人物。新しい機材の試作や、取引先を任されることがある。失敗するとやる気が下がってしまう。
マイライフでは「晴山」というミゾット社員の男性が装備アイテムを提供してくれる。
そこのお前
パワフル学園と激闘第一のランダムイベントに登場。周りから「お前」呼ばわりされているが、「そこのお前」自体が本名である。
いずれもやる気が下がるイベントとなる。
進路相談の生徒
駈杜高校と聖ジャスミン学園以外のランダムイベントで登場する学生。主人公がプロ入りを目指していることを小馬鹿にしてやる気を下げ、さらにランダムで不眠症やサボりぐせのバッドステータスを付けてくる。
戦国工業編の場合はゼンザイがスカウトに直訴して評価が上がり、くろがね商業編ではKマネーが減り、ワールド高校編では筋力経験点が上がり、芸農大付属編では芸農スキルの低い方が上がり、高い方が下がる。
ラグナロク分校編での彼が選んだ進路は大天使（アークエンジェル）と呼ばれているもので、詳しく知らない主人公は適当に「一年に3人ぐらいしか選ばれない」と意見され、これまでと反対に小馬鹿にされてしまい、意気消沈していた。
茂手
彼女なしのバレンタインのイベントで登場することがある。各高校「茂手〜」の下の苗字と、所属している部活が異なっている。
モテモテなのを主人公に自慢して余ったチョコを譲り、ヤケ食いを披露させた。この時「虫歯」になってしまうことがある。
節分ゲドーくん（赤鬼と青鬼）
開幕ゲドーくん
正月ゲドーくん
期間限定イベントにて登場したゲドーくんたち。期間中追加されたランダムでオペが受けられ、正月ゲドーくんの期間イベントは諸事情でお蔵入りになった。
節分ゲドー君はアプリ版のキャライベントでもわずかに登場している。

### 対戦相手校

#### 練習試合・地方大会一回戦
清貧高校
『2011』から登場した高校。練習試合・地方大会一回で対戦。雑草魂は今作も健在。
聖ジャスミン学園編では練習試合を二回申込むが、聖ジャスミン学園はまだ形成がしっかりできていなかったため、いずれも清貧高校の大勝に終わる。
神高のSR版では選択肢で清貧の選手が主人公と神高の偵察で欺くための演技に乗っかる形で神高と会話するイベントが存在する。アプリ版でのこのイベントは清貧高校が登場しないので、支良州水産高校という高校の選手が会話している。
乙女学園
元女子高だが、野球部は男子生徒で統一されている。練習試合・地方大会一回戦で対戦可能。聖ジャスミン学園編では必ず地方大会一回戦で対決する。
姓に女性をイメージさせる漢字が多用されているのが特徴。
矢部たちメガネ（矢部田を除く）は「詐欺でやんすよ！」と嘆いており、乙女学園の選手は聖ジャスミン学園編にて前述のメガネたちの嘆きを気にしていた。
私立パワフル学園
激闘第一高校編、駈杜高校編、聖ジャスミン学園編の練習試合で対戦可能。
私立パワフル学園を参照。
激闘第一高校
駈杜高校編、文武高校編、ラグナロク分校編の練習試合で対戦可能。地区内強豪校のうちの1つ。
激闘第一高校を参照。
駈杜高校
戦国工業高校編、ラグナロク分校編の練習試合で対戦可能。地区内強豪校のうちの1つ。
駈杜高校を参照。
聖ジャスミン学園
くろがね商業高校編、ラグナロク分校編の練習試合で対戦可能。
聖ジャスミン学園を参照。
文武高校
ラグナロク分校編の練習試合で対戦可能。地区内強豪校のうちの1つ。
文武高校を参照。
戦国工業高校
ラグナロク分校編の練習試合で対戦可能。
戦国工業高校を参照。
くろがね商業高校
ラグナロク分校編の練習試合で対戦可能。地区内強豪校のうちの1つ。
くろがね商業高校を参照。
ワールド高校
ラグナロク分校編の練習試合で対戦可能。
ワールド高校を参照。
芸農大附属高校
ラグナロク分校編の練習試合で対戦可能。
芸農大附属高校を参照。

#### 地方大会決勝戦
地方大会決勝戦では基本的に次の配信予定の高校と対決することになる。芸農大附属高校編ではこれまで配信された高校からランダムで登場する。
激闘第一高校
私立パワフル学園編で対戦することになる。
激闘第一高校を参照。
駈杜高校
激闘第一高校編で対戦することになる。
駈杜高校を参照。
聖ジャスミン学園
駈杜高校編で対戦することになる。
聖ジャスミン学園を参照。
文武高校
聖ジャスミン学園編で対戦することになる。
文武高校を参照。
戦国工業高校
文武高校編で対戦することになる。
戦国工業高校を参照。
くろがね商業高校
戦国工業高校編で対戦することになる。
くろがね商業高校を参照。
ワールド高校
くろがね商業高校編で対戦することになる。
ワールド高校を参照。
芸農大附属高校
ワールド高校編で対戦することになる。
芸農大附属高校を参照。

#### 甲子園大会一回戦
ラグナロク分校編では地方大会決勝戦で登場する。
湯けむり高校
『9』にも登場した高校。温泉で疲れを癒して選手は肌すべすべらしく、選手の名前は有名な温泉名が多い。『9』に登場した投手「有馬紅葉」は名前のみ登場しているが、顔と選手能力はランダムに設定されている。
ユニフォームは青と白地で、後のアプリ版あかつき大学付属高校のユニフォームカラーと変わらない。
干支（えと）高校
めでたいチームで縁起を担いでおり、矢部曰く勢いづかせてはいけないらしい。十二支の漢字が使われている選手が多い。
プロフェッショナルベースボールハイスクール 「略称PBH」（読みは『ピービーエイチ』）
バランスの取れた能力で、特殊能力に秀でている。名前が長いので堂前の実況は「PBH」で統一されている。
ラグナロク分校
芸農大附属高校編でのみ対戦する高校。この試合のみイベントで進行され、主人公の活躍で敗戦する。
試合後、謎の光とともに姿を消すと、主人公たちと対戦したのが他の高校に入れ変わり、誰もこの現象には気づかなかった（主人公のみ違和感を覚えていた）。

#### 甲子園大会決勝戦
竜王学院
私立パワフル学園編、聖ジャスミン学園編、くろがね商業高校編に登場（ラグナロク分校編では甲子園大会一回戦に登場）。甲子園の常連校であり、エース級の先発投手や能力がオールAの選手がいるなど選手能力が非常に高い選手が集まっている。冷静な試合運びを得意とするが、ジャスミン学園編では女性揃いのジャスミンに竜王の選手は口調を乱していた。また、どこにも弱点が見当たらないが、矢部、矢部門曰く「スター選手がいないのが弱点」らしい。固有選手の名前は将棋駒の名称がモチーフとなっている。
王嶋 将道
甲子園決勝に登場する竜王学院の野手。ポジションは捕手で作中唯一のオールAを誇る四番打者。外見は大曲と同じく顔設定されていないザコプロ顔で田中山太郎にそっくりであるが、試合中はランダムで設定される。
決勝前に現れる選手は竜王のキャプテンで王嶋とは顔は同じだが別人。
名前はエンディングにて判明。
壱琉高校
激闘第一高校編、文武高校編、ワールド高校編に登場。様々な高校から能力の高い一流選手だけをスカウトして集めており、壱琉のキャプテン曰く「選手の特性をきちんと調査し、その長所だけを伸ばすようにムダなくプログラムされている」とのこと。過去に激闘第一高校に転校する前の友沢を投手としてスカウトしたことがあるが、故障でスライダーが使えないと分かった途端、手のひらを返すように突き放している。
後に大学野球編の『パワプロ2014』のサクセスでは「壱琉大学」が配信されている。
大曲 一番
甲子園決勝に登場する壱琉高校のエース。無尽蔵のスタミナを誇り、切れ味抜群の変化球を操る投手。友沢が怪我をしていることを知るや否や、高校へのスカウトを放棄した張本人の一人。外見は王嶋と同じく顔設定されていないザコプロ顔だが、試合中はランダムで設定される。
決勝前に現れる選手は壱琉のキャプテンで大曲とは顔は同じだが別人。大曲と共に友沢をスカウトするも肘の怪我を知り手のひら返しで突き放した。エリート意識が強く口が悪い。
ワールド高校編では、寿司を用いてマキシマムを買収しようとした。
名前はエンディングにて判明。
仏契大付属高校
駈杜高校編、戦国工業高校編、芸農大附属高校編に登場。『6』に登場した仏契大学の付属高校であり、大豪月と非道が在籍する。非道は顔設定がザコプロ同様ランダムに設定されていたが、芸農大附属編の配信以降にて固有の顔が実装された。また、他のモブ選手は全員ヒゲを蓄えている。戦国工業編では雨天試合で行うことになる。
大豪月（だいごうげつ）
甲子園決勝で対戦する仏契大付属高校の選手。デッキ未登場。矢部屋曰く、2メートル弱のはずの身長が5メートル以上に見えるらしい。
作中最速の170kmの剛速球と最高のパワーSを誇るが、かなりコントロールが悪く、「一発」のマイナス能力を持つ。
少豪月とは遠縁の関係で、甲子園決勝戦を勝利後、彼に仏契大学の進学を勧める。高校時代から既に留年していたのかは明かされていない。
戦国工業高校編にも登場。信長との威圧感同士が暗雲を呼び、甲子園を土砂降りの天気に変えてしまう。
吹雪をデッキに入れるとわずかながら登場し、「波動」を用いて記憶を消したり、傷を癒してくれたりする。
非道（ひどう）
甲子園決勝で対戦する仏契大付属高校の選手。デッキ未登場。ポジションは捕手。
「仏契死天王」と自称し「辮髪故婦汰亜（べんぱつこぷたぁ）」という頭の辮髪をムチのように振り回すのが必殺技。
モブ選手として駈杜高校編から登場していたが、芸農大附属高校の配信とともに固有の顔が実装された。これ以降は駈杜高校と戦国工業でもサクセス顔で登場する。
大豪月には頭が上がらず、彼もこの時すでに大豪月と一緒に留年していたことが分かる。
私立パワフル学園
ラグナロク分校編に登場。ラグナロク分校の本校であり、『5』の主人公である戸井鉄男や矢部をはじめ、これまで配信されたデッキ選手が多数在籍する。パワフル学園に在籍するデッキ選手をセットしていた場合、他のデッキ選手が代わりに登場する（猪狩進か野球マスクをデッキに入れた場合、代わりに野球マン3号（六道聖）が登場するなど）。
戸井 鉄男（とい　てつお）
ラグナロク分校編では私立パワフル学園のキャプテンを務める。『パワプロクンポケットシリーズ』版の戸井同様、メインポジションは外野手で他にも捕手、一塁を守れる。デッキ未登場。
ビーナス曰く主人公とオーラが似ているらしく、目が無垢にキラキラしている以外の表情は主人公と同じで、主人公に負けないほどの野球に対して純粋に熱い心を持っている。